# Historia de la gastronomía de España

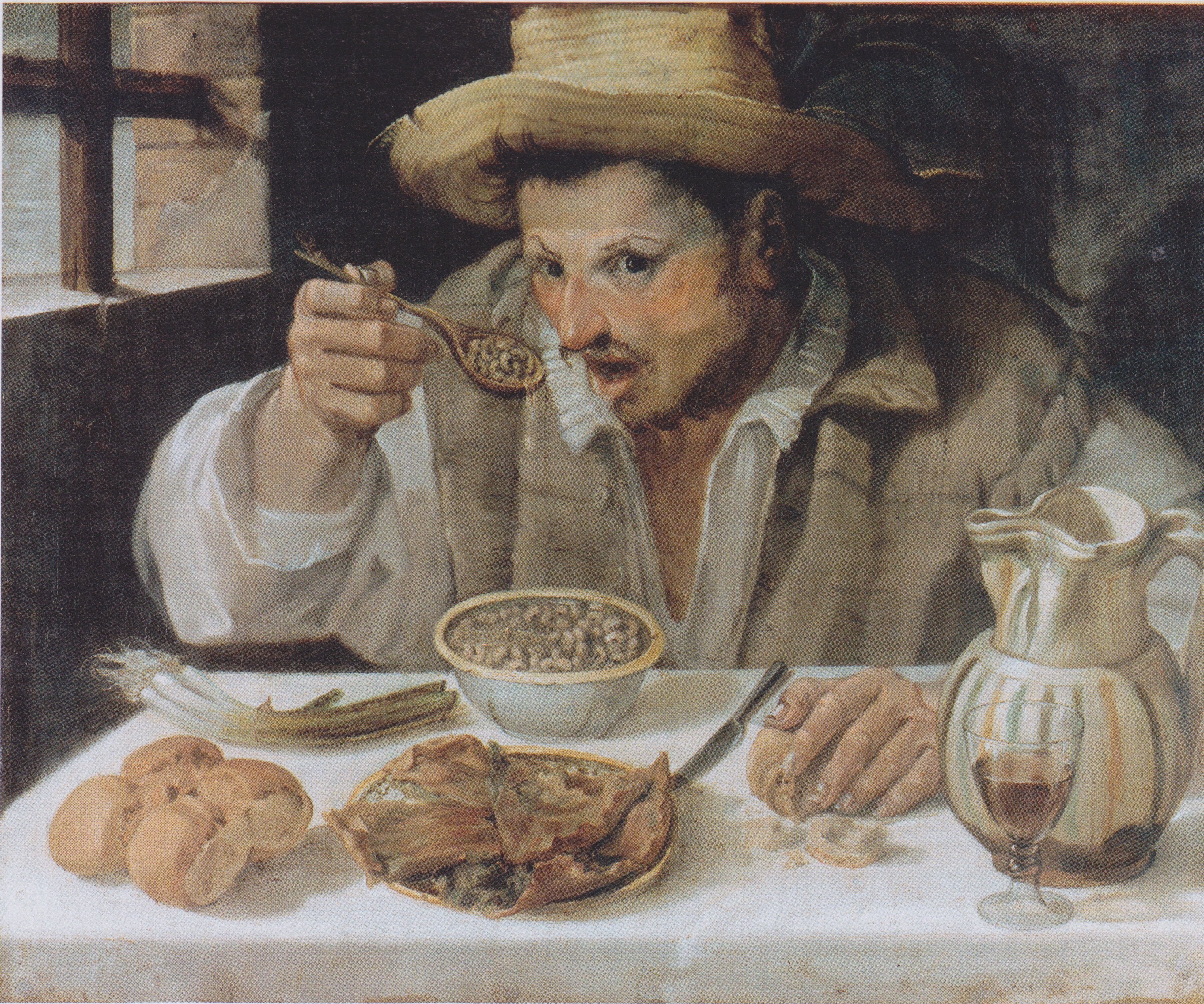
La cocina española nace de lo popular, es histórica, tradicional y se enriquece con los diversos medios regionales de cocinar.

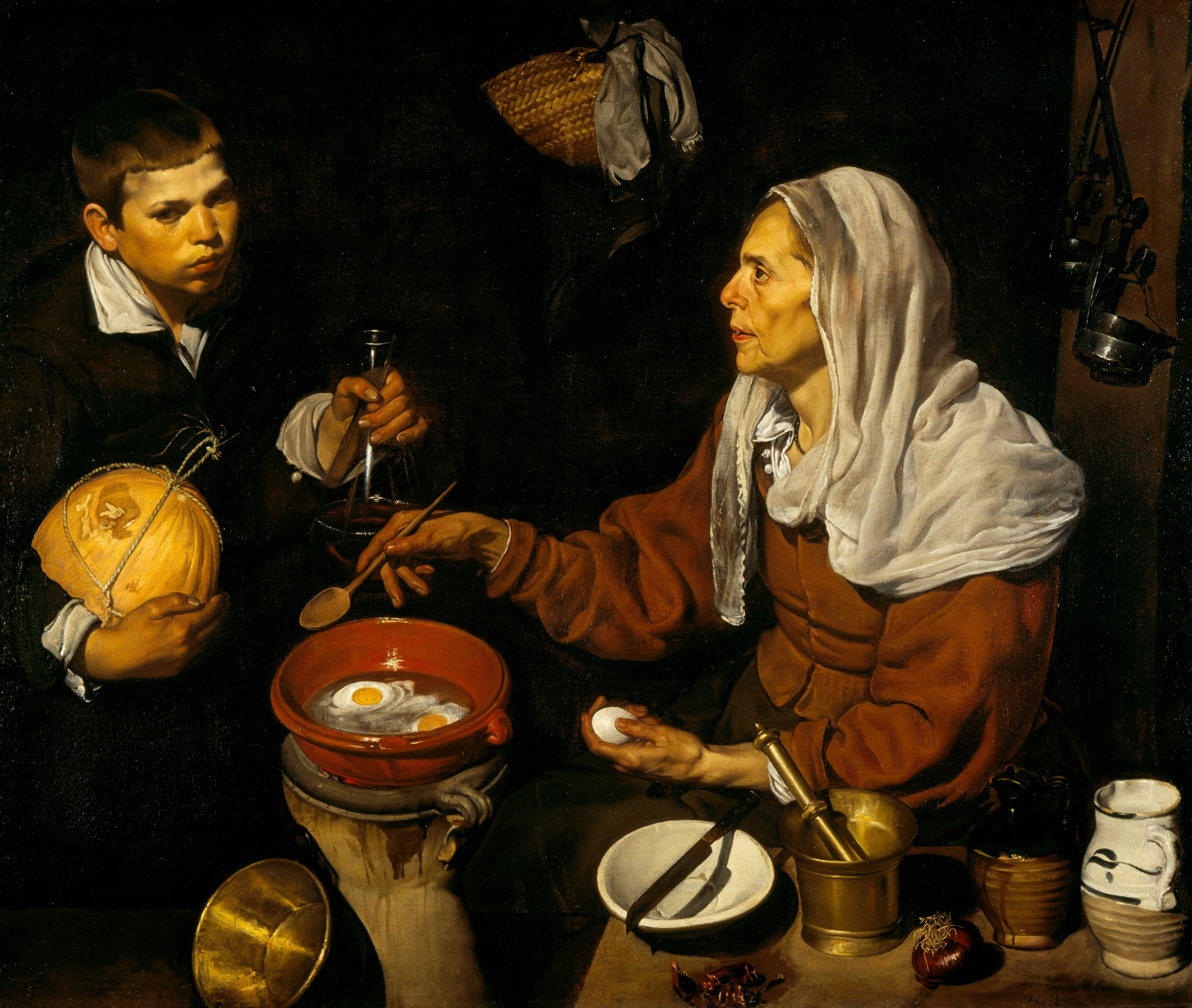
La cocina española posee un fuerte arraigo en lo popular.

La historia de la gastronomía de España comprende específicamente el transcurso de la culinaria de España desde lo que pudo haber sido sus orígenes, del nacimiento de las costumbres que rodean a su gastronomía. La historia de la cocina española, narrada como un conjunto, no comenzó a tratarse como tal, hasta mediados del siglo XIX. Se puede decir que la cocina española permaneció oculta, e ignorada, en la literatura culinaria europea hasta que los viajeros románticos que recorrían el territorio español fueron describiéndola a los lectores de los países vecinos. Pocos detalles se sabe de la cocina española antes del siglo X, y las referencias documentales (generalmente literarias) mencionan frecuentemente ingredientes, nombres de platos pero nada acerca de su proceso culinario. No obstante la evolución culinaria española desde la Edad Media describe una trayectoria que ha tenido diversas fases antes de llegar a ser lo que se conoce en la actualidad. La introducción de formas de cocinar de los árabes y judíos sefarditas, así como el cultivo de nuevas especies. La incorporación progresiva de ingredientes culinarios procedentes del Nuevo Mundo y las influencias de una cocina europea. Todo ello hizo que se creara una personalidad culinaria que influyó en la cocina francesa de comienzos del siglo XVII. A su vez fue influida posteriormente, en el siglo XVIII, por las cocinas italiana y francesa que se popularizaron en la Corte. El periodo comprendido desde el siglo XV hasta el principio del XIX es el momento en el que se fijan las principales costumbres alimentarías de la mayoría de los países europeos, costumbres que se conocen con el nombre de cocina tradicional.
A finales del siglo XIX, ciertos periodistas y escritores empezaron a escribir, a recopilar y crear una identidad desconocida con anterioridad. Se ha venido a llamar la generación gastronómica del 27. La cocina española es considerada ya por ellos como una mezcla de las costumbres culinarias de los pueblos que poblaron en el territorio a lo largo de su historia. Su historia muestra como el concepto culinario evoluciona hasta lograr una personalidad propia dentro de su diversidad. A pesar de ello la cocina clásica posee unas raíces religiosas muy profundas. A partir del siglo XX es conocida internacionalmente mediante algunos de sus platos regionales más característicos. Posteriormente el advenimiento de la nueva cocina española marcada por un fuerte espíritu creativo, y protagonizada por cocineros españoles de importante reconocimiento internacional, lanza a la fama su nuevo estilo.

## Prehistoria

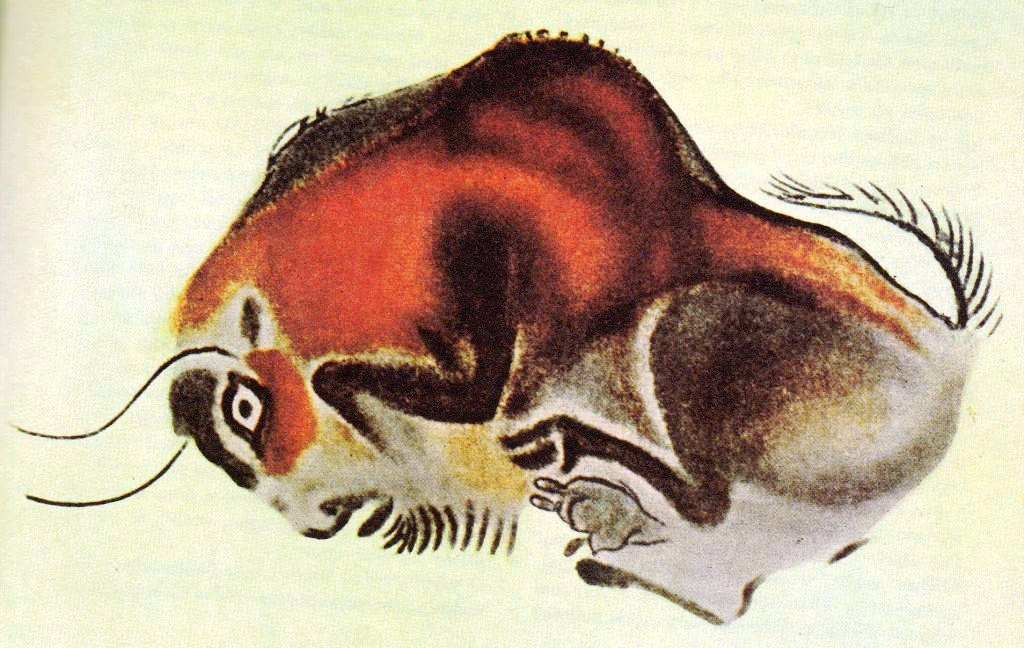
Bisonte cazado en una representación de pintura rupestre de la cuevas de Altamira.

A pesar de que la obtención de alimentos, como la propia alimentación, es la primera necesidad que ha tenido el hombre desde sus inicios, resulta difícil precisar las preparaciones culinarias de la prehistoria. Muy poco se sabe de las costumbres culinarias de los primeros habitantes de la península ibérica. Las investigaciones sobre este tema han de dirigirse mediante análisis químicos de las muestras arqueológicas, además de los análisis microscópicos de los restos encontrados. Existen indicaciones de las costumbres culinarias cazadoras de los primeros habitantes peninsulares en las excavaciones realizadas en la Sierra de Atapuerca, así como en las ilustraciones realizadas sobre las costumbres de caza en las paredes de la cueva de Altamira. En esta última aparecen descripciones detalladas de caza. Existen multitud de cuevas con ilustraciones similares, como puede verse en Alpera (Albacete) en la que se encuentran diversas situaciones de caza, en Teruel (en las cuevas de Ahumado y del Mortero) hay representado en sus paredes mujeres recolectando algunas bayas, frutas, e incluso tubérculos. Aparecen también diversos instrumentos de cerámica con los que se empezaba a cocinar en neolítico en la península ibérica.
Tras el periodo de glaciaciones los pueblos se hicieron más sedentarios y surgió la ganadería y la agricultura. La ganadería realizada sobre ciertas especies animales, fundamentada seguramente en ciertas preferencias alimentarias, hace que se especialice en el cordero, el buey, el caballo, el asno, el camello y el cerdo. Junto a la ganadería pronto aparecerán los diversos lácteos. La aparición de la cultura argárica en el sudeste peninsular hace que se inicie el concepto de agricultura intensiva y un mayor aprovechamiento de los sistemas de riego. Dando lugar a abundantes cosechas de cereales y leguminosas. A pesar de estos descubrimientos arqueológicos de tanta importancia, se sabe con cierta seguridad acerca de los ingredientes, pero poco acerca de las técnicas culinarias, de los platos elaborados, de las tradiciones culinarias, etc. Estos primeros pueblos sedentarios empezaron a ver la posibilidad de conservar los alimentos.

## Cocina prerromana

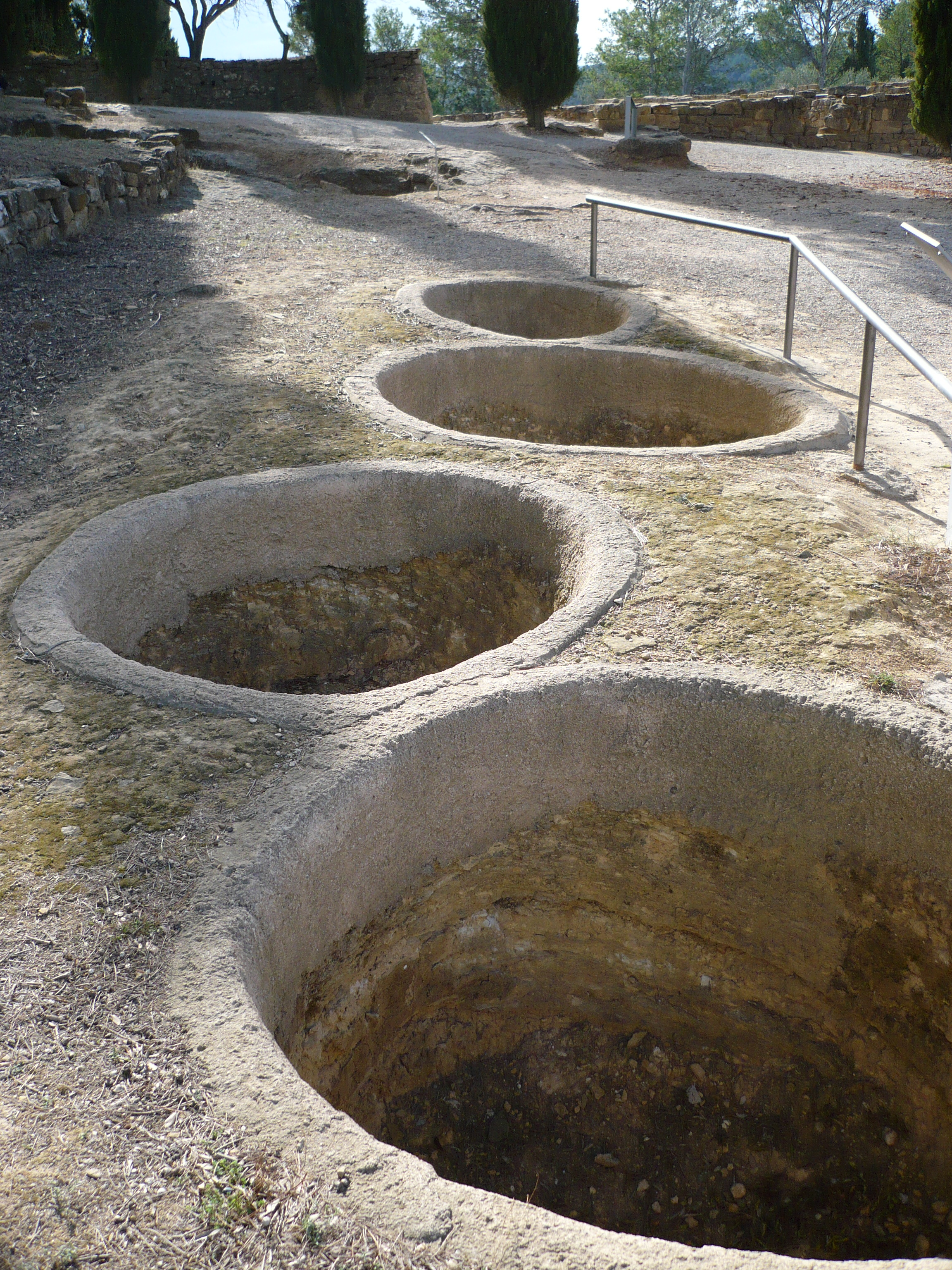
Silos para el almacenamiento de los cereales.

Una de las primeras culturas peninsulares fue Tartessos que se desarrolló a lo largo del valle del Guadalquivir, territorio de expansión de la civilización de Tartessos. Su capital quizá fuera Turtha o Tarta, en el lugar que hoy ocupa Sanlúcar de Barrameda, en la desembocadura del río Guadalquivir, de cuya raíz “Trth-” saldrían todas las formas de Tartessos. Probablemente, la ciudad y su civilización ya existían antes del 1000 a. C. dedicadas al comercio, la metalurgia y la pesca, pero no en la forma que conoceríamos como el Tartessos clásico. La posterior llegada de los fenicios y su establecimiento en 'Gdr, Gadir (actual Cádiz), esta cultura trajo el olivo, la vid y formas de cultivo desconocidas en la península. Los celtíberos se hacen sedentarios, y comienzan a cuidar el cerdo como fuente básica de alimentación, el establecimiento de piaras conlleva al acto ritual de la matanza en los meses de invierno. La comida se acompañaba con unas tortas cocidas en los rescoldos de las brasas, y elaboradas generalmente con bellotas secas. Estas tortas tenían como característica que se conservan durante mucho tiempo comestibles. Para su "parco yantar" (según denominan autores) se sentaban en bancos de piedra y de adobe construidos alrededor de las paredes de las casas. Esta forma de alimentación basada en los frutos secos era típica en las tribus astures antes de la llegada de los romanos a la península. Sobre la alimentación prerromana en la península ibérica hay estudiosos que analizan con detalle los comentarios de Estrabón acerca de la costumbre de comer frutos secos (bellotas) durante las tres cuartas partes del año (Estrabón III, 3, 7).
Existen dos fuentes contrastadas para averiguar la vida y costumbres de los Iberos, la primera es la descripción (más o menos pormenorizada) que hacen los autores clásicos en sus obras, y la segunda es la información obtenida en las excavaciones arqueológicas realizadas en el territorio. A partir del siglo VII a. C. es cuando se puede mencionar el inicio de una cultura ibérica emergente en la zona mediterránea, periodo que acaba Cartago al efrentarse a Roma en la primera guerra púnica. Durante esta época los productos agropecuarios y la minería eran los que dominaban la economía y la subsistencia de los pueblos ibéricos. De los inicios de la agricultura del cereal y de las legumbres, se pueden encontrar numerosas excavaciones que lo demuestran. El empleo del hierro en la agricultura permitía labrar grandes cantidades de terreno. El cultivo más frecuente era el de trigo común y la cebada, la escaña gemela y el trigo bojal; a más distancia en su consumo están la avena, el panizo y el mijo. Tras los cereales se encontraban en las prioridades alimentarias las legumbres. El uso más habitual de estos cereales era mediante la preparación de gachas (elaboradas con agua o con leche), y sobre todo en forma de pan.
En la fase de mayor esplendor era la culinaria de esta forma, pero algunos autores como Estrabón en su «Geografía» menciona algunas de las costumbres culinarias de los primeros Íberos como austeras a base de carne de macho cabrío y masas trituradas de bellotas calentadas a las brasas, menciona además una especie de bebida fermentada de cereales muy similar a la cerveza y denominada zythos. El vino es escaso en aquella época y se reservaba para las grandes ocasiones. En la Iberia del sur se conocía el aceite de oliva que se extraía del denominado acebuche, pero la oliva plantada no se conocería hasta la llegada del Imperio romano. En el norte, las tribus celtíberas empleaban en la cocina las grasas de animales sacrificados en matanza (generalmente cerdo). En el periodo de esplendor la ganadería de oveja era la más frecuente y la de cabras pasó a un segundo plano. Entre los animales más consumidos se encuentra la oveja, tras la vaca y finalmente el cerdo. La economía de amplia producción de los íberos necesitaba de métodos para conservar los alimentos y poder emplearlos en épocas de carestía. Para ello se empleaban orzas de barro, almacenes diversos para el grano (comunitarios e individuales) excavados en tierra en forma de silos. Entre los métodos de conservación el principal era la elaboración de salazones, técnica que se empleaba tanto a la carne como al pescado. Se desconoce si la elaboración de queso era por aquella época conocida y practicada.

## Periodo romano

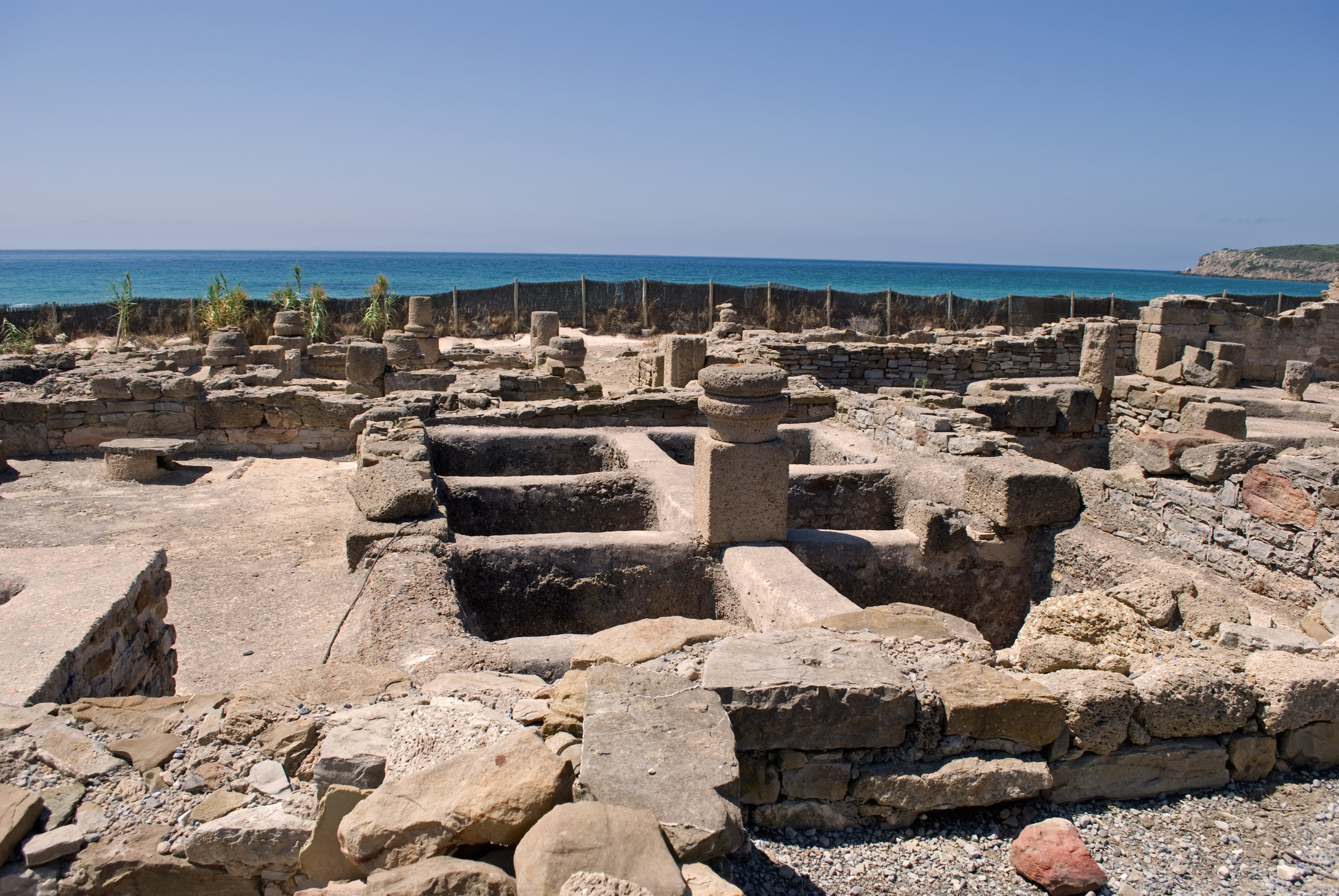
Factoría de salazones de pescado y salsa «garum» en Baelo Claudia.

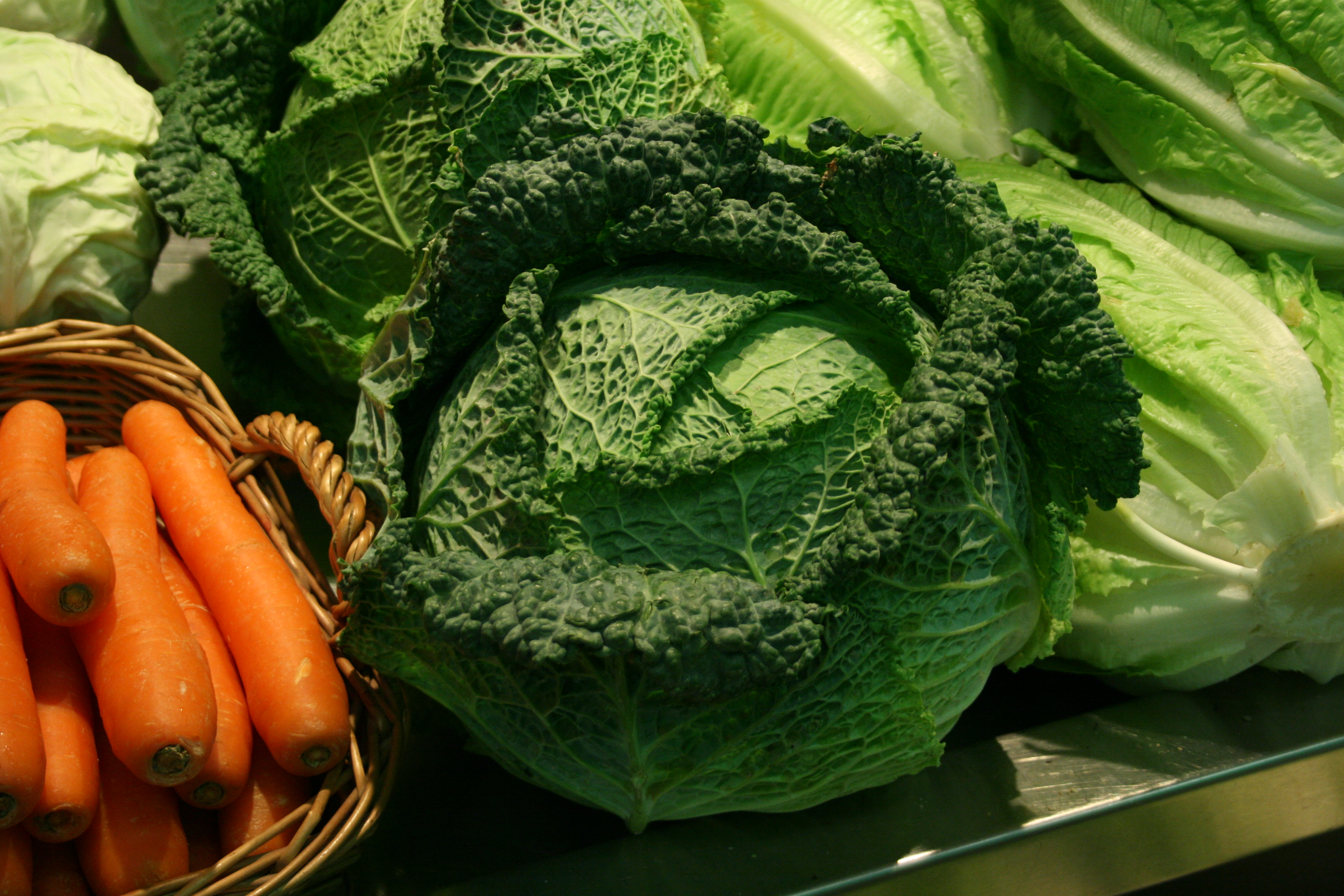
La col, una de la verduras más populares en la cocina romana.

La cocina romana ejerció una poderosa influencia en la Hispania conquistada, pero de la misma forma los productos e ingredientes cultivados en la península influyeron en la cocina del Imperio. La cocina romana era ávida de probar todo aquello que provenía de lejos, de los territorios conquistados. Exuberante y abundante, mostraba su imagen más clara en los abundantes banquetes y en las saturnales. Gran parte del territorio estaba cubierto de espesos bosques y es por esta razón por la que con el objeto de hacer sedentarias algunas tribus hispanas el Imperio romano impuso nuevas formas de cultivo en la agricultura, se importaron a la península nuevos frutos y técnicas culinarias. Una de las tećnicas introducidas en la península ibérica fueron los injertos. Los romanos introdujeron formas intensivas de cultivar el olivo (véase: Historia del aceite de oliva), y esto lo describe con detalle el gaditano del siglo I Columela en su obra «Los doce libros de agricultura». El mismo Columela proporciona una buena visión de los cultivos típicos de Hispania. Dentro del cereal menciona las variedades de trigo y de escaña (triticum monococcum), entre las legumbres se menciona la lenteja, el guisante, el garbanzo, etc. Entre las verduras fueron muy alabadas las coles, desconocidas para los egipcios. Era costumbre que se consumieran las más grandes y los comensales requerían que se mostrase verde después de cocinada, para ello la cocción se hacía con nitro. Proliferó el concepto de villa romana como centro de producción rural. Las lechugas eran introducidas en salmuera (u oximiel) con el objeto de ser consumidas en cualquier época del año. Las acelgas se cocinaban como las coles pero se las condimentaba con mostaza para corregir su insipidez. Las ortigas eran muy consumidas por los ejércitos romanos y había plantaciones cerca de los campamentos. Los cardos eran considerados una verdura de lujo y eran muy apreciados los que provenían de la Bética. Los nabos se conocían, pero las zanahorias se desechaban, siendo aceptadas las chirivías. Cabe destacar la importancia que dieron los romanos al vino durante su avance a lo largo de Europa. Los romanos abren vías de comunicación para poder activar el comercio y transporte de alimentos, una de las más importantes es la vía de la Plata. Algunos autores señalan esta vía como una de las cadenas de conexión entre el cuidado del cerdo, su matanza y elaboración de productos.
Uno de los más populares ingredientes de la cocina romana era una salsa a base de tripas de pescado fermentadas denominada: garum. Esta salsa se elaboraba con los despojos del pescado que se ponían en sal y se dejaba secar al sol. Esta salsa de sabor salado era frecuente en las recetas de la época (el gastrónomo romano Marco Gavio Apicio la emplea frecuentemente en su libro «De re coquinaria»). Una de las factorías más grandes de garum en la Hispania Romana (garum hispanum), y de salazones, es Baelo Claudia (Cádiz) que se denominaba Garum Tarifanus. Factorías como esta se encontraban a lo largo de la costa levantina hasta Tarraco. La salsa cayó en desuso con el transcurso de los años comenzando su declive con la decadencia de Roma. Se dispone de información acerca de su elaboración en las obras de Casiano Baso. El empleo de pescados y productos de la mar en aquella época fue muy extensa y de la riqueza y variedad de los mismos pueden verse las inscripciones de pescados diversos en las monedas béticas de la época. A través de los romanos llega a Hispania el cultivo e introducción de la culinaria del ajo. Durante la invasión del territorio las legiones romanas se alimentaban exclusivamente de la abundante carne de caza existente en el territorio, tal y como narran los escritores de la época.
Tras los romanos, los visigodos mantuvieron las formas culinarias de los romanos. Se tienen descripciones documentadas del siglo VII en las «Originum sive etymologiarum libri viginti» (denominado de forma abreviada como: Etimologías) de Isidoro de Sevilla en el libro XX titulado: "Acerca de las provisiones y de los utensilios domésticos y rústicos" menciona las costumbres así como algunas preparaciones culinarias, como la elaboración de cocidos y potajes con legumbres (denominadas faselum). Los visigodos preparaban el pulte, un puré a base de harina de trigo o de mijo a la que añadían legumbres machacadas.

## Edad Media

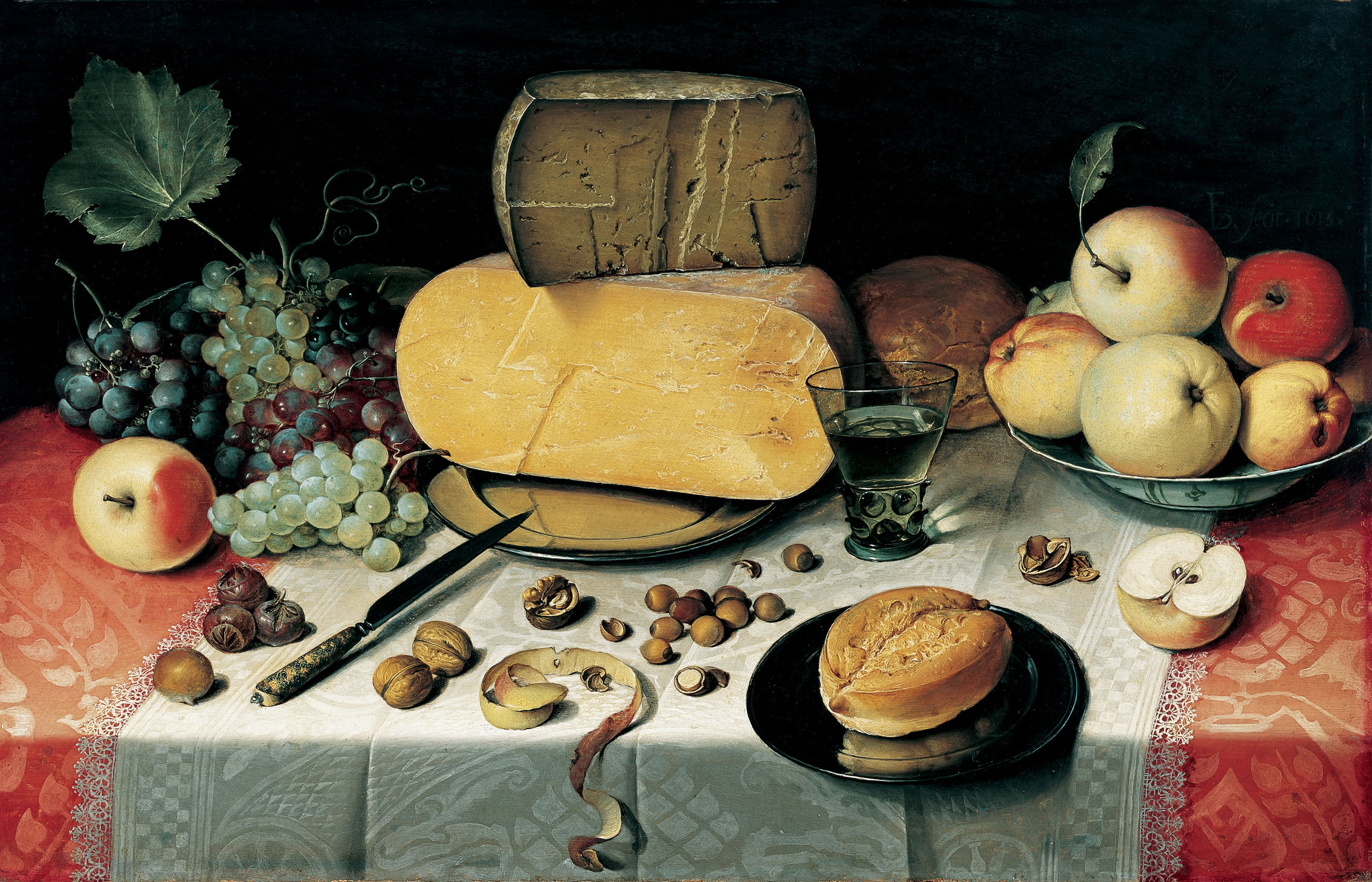
La escasez de ingredientes en la cocina medieval europea contrastaba con el exotismo y variedad español.

La cocina española durante este periodo experimentó un enriquecimiento con nuevas técnicas procedentes de tres culturas; esta situación contrastaba con las cocinas del resto de Europa durante este periodo medieval, cuyo único contacto con el exterior era mediante las cruzadas. En la península, por el contrario, aparecen tres culturas, con tres religiones diferentes y con normas dietarias diferentes impuestas por sus religiones. Tres formas diferentes de comer, de preparar los alimentos y que al convivir generaron una diversidad culinaria en el territorio peninsular poco conocida en Europa hasta esa misma época.
Hay que remarcar que en este periodo medieval los pobladores se alimentaban habitualmente de simples gachas (elaboradas con cereales o frutos secos) y pan, otros alimentos como puede ser la carne, los huevos y el pescado eran completamente estacionales. Algunos detalles de la cocina española de la época se pueden ver en poemas literarios de la época como el Cantar de mio Cid en el que los caballeros cristianos adoban el conducho, pan y vino mezclado con algún grano de trigo. Los métodos de conservación de alimentos eran escasos, y se reducían al control mediante su inmersión en sal: los salazones. Las legumbres, al no ser muy panificables, generalmente se molían en forma de harina y se disolvían en potajes. La mayoría de la población comía gachas (harina toscamente molida y remojada), antes de la llegada de los moriscos, igual que en el periodo romano. En algunas ocasiones se remojaba un pedazo de pan en una salsa, que contuviese vino, leche o cualquier otra sustancia líquida; a esto llamaban sop. Todos ellos son precursores primitivos de los potajes y cocidos que posteriormente se elaborarían con mayor empeño a lo largo de la geografía española. El uso de cereales era exclusivo en estas preparaciones, dando poco paso a legumbres y verduras.

### Cocina andalusí

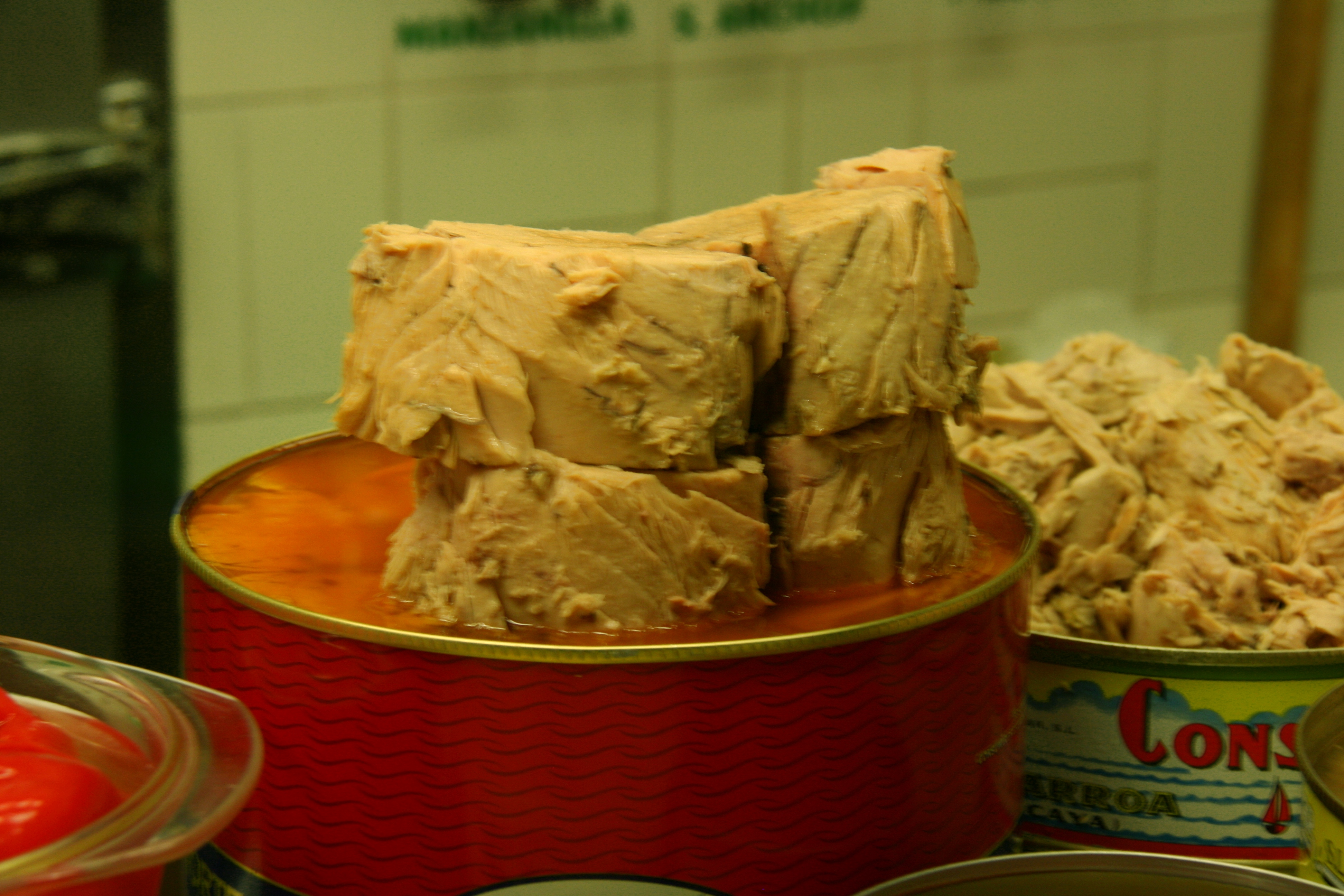
Durante el periodo andalusí se introdujo en la península el gusto por los escabeches.

En el año 710 las huestes de Muza comienzan la denominada invasión musulmana de la península ibérica, los ejércitos musulmanes cruzaron el estrecho de Gibraltar dirigidos por Tariq. Al mismo tiempo comienza en las grutas de Covadonga la denominada Reconquista, esta confrontación en el territorio español durará hasta finales del siglo XV con la caída del Reino de Granada. Durante la invasión se autoproclamó el Califato de Córdoba con una extensión que llegó a ocupar más de la mitad de la superficie de la península. Otra de las cocinas europeas influidas por la expansión árabe es la cocina italiana del sur (Sicilia). Durante el Califato las técnicas de cultivo en la península empezaron a tener técnicas distintas a las anteriormente introducidas por los romanos. Introdujeron los Tribunales de aguas en el levante. La modernización de la agricultura no sólo trajo una mayor cantidad de productos debido a su gran rendimiento, sino que además aparecieron nuevos alimentos en las cocinas de la península. Mientras el Califato mostraba su esplendor, la zona cristiana permanecía en su estatus rural, con las técnicas descritas por los visigodos. Los nuevos invasores poseían normas religiosas que afectaban a la disposición de los ingredientes empleados en la comida. Los árabes introdujeron algunos nuevos alimentos como el arroz, las naranjas, las alcachofas, las almendras y especias como el azafrán, la alcaravea, las alcaparras. Algunos métodos de cultivo hicieron que se establecieran el aprovechamiento del agua, un ejemplo es Tribunal de Aguas existente en la actualidad.
En los territorios dominados por los musulmanes aparece un concepto nuevo: el mozárabe que influye sobre la cocina árabe. Este mestizaje de religiones fue uno de los elementos de comunicación entre las culturas cristianes y musulmanas de aquella época, y entre los intercambios culturales se encontraba la cocina. Uno de los métodos de cocina que marcaban una gran diferencia entre Occidente y el Al-Ándalus era la fritura mediante aceite de oliva. Antes de esta era andalusí en los califatos se cocinaba mediante la grasa que desprendían los corderos detrás de sus colas (denominado ayla), se puede ver esta preferencia anterior a la conquista de la península en numerosas recetas del libro de cocina bagdadí titulado Kitāb al tabīkh (libro de la cocina) donde se menciona frecuentemente como extender esta grasa sobre las sartenes antes de comenzar los guisos. Uno de los transmisores que más dedicación puso en la transmisión de las recetas de oriente al califato de Córdoba fue Ziryab, que en el año 822 entró en la península portando con él recetas, música y estilos de oriente que pronto se instalaron en el Califato (en la actualidad existe un plato que lleva su nombre ziriabí). Introdujo costumbres como la de comer en etapas (platos), introduciendo un orden en el servicio de las comidas: sopas, pescado, carne y finalmente los postres. Se puede decir que la primera gran revolución culinaria renacentista en las cortes de Florencia, Siena o Venecia está influida directamente por la cocina musulmana y por los nuevos productos que ésta utiliza.
Una de las múltiples referencias a la cocina andalusí del siglo XIII se puede encontrar en la traducción que hizo el hispanista moderno Ambrosio Huici Miranda de un manuscrito anónimo que tituló La cocina hispano-magrebí en la época almohade según un manuscrito anónimo (referenciado como manuscrito anónimo), donde se describe las variaciones regionales y la reverencia por el pescado (pueden hallarse casi una docena de recetas referentes a este alimento), dando las primeras referencias al empleo del escabeche como conservación de alimentos, técnica muy empleada en la cocina española actual. Escritores como Ibn Razin al-Tuyibi (nacido en Murcia en el año 1227) publica un recetario denominado Relieves de las mesas, acerca de las delicias de la comida y los diferentes platos. Otro de los nombres relevantes en el terreno de la cocina, que nos ha llegado mediante manuscritos, es Fadalat Al-Jiwan. El historiador español Claudio Sánchez-Albornoz menciona a Abu Zakariya Yahya ibn al-'Awwam agricultor sevillano de finales del siglo XII. Las técnicas de pesca árabes lograron tener un fuerte arraigo en la península, empleaban redes de pescar denominadas jábegas, las almadrabas (mandra significa establo), todas ellas técnicas que continúan empleándose hoy en día en las costas mediterráneas.

### Cocina sefardita

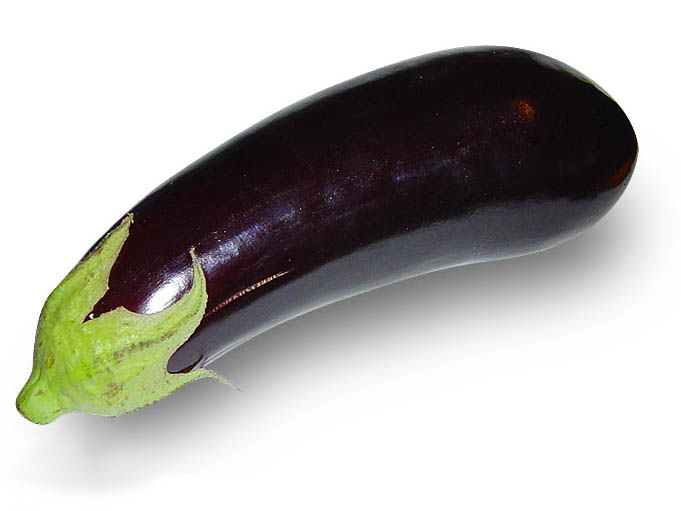
La berenjena, una de las predilecciones de los sefardíes, aparece con frecuencia en sus recetas.

Los judíos habitaban en la península y el sur de las Galias desde mucho tiempo antes de la llegada de los musulmanes, algunos autores mencionan que la ciudad bíblica de Tarsis pudo haber sido relacionada con este asentamiento. Los visigodos dieron libertades a los judíos, pero eran considerados como un estamento social distinto. La situación irá cambiando cuando Recaredo rey de los visigodos abandona el arrianismo para ser católico. Cuando en el año 638 el rey Chintila decide realizar conversiones forzosas mediante juramento (el denominado placitum), comenzó su persecución. Durante la época del Califato los árabes aceptaron su presencia y esto hizo que existiesen zonas en la península ibérica donde conviviesen las tres culturas: cristiana, musulmana y judía. Las comunidades sefardíes vivieron en la península ibérica hasta antes del año 1492 en el que los Reyes Católicos decretan su expulsión, la cocina sefardí se desarrolla hasta entonces con todos los elementos autóctonos de la península. Durante este gran período dejaron huellas en la cocina española, que hoy en día se recuerdan. Los judíos, al igual que los musulmanes, poseen reglas estrictas en los que se refiere a la alimentación.
El descanso del sabbat no permite cocinar los sábados (desde el atardecer del viernes hasta el sábado), y esta restricción crea ciertas formas de conservar los alimentos y cocinar propias de la religión (un ejemplo era la adafina). La costumbre de secar al aire hortalizas, preparar dulce de membrillo (dulce de bimberío en ladino), mermeladas, etc. El pan que elaboraban procedía de una masa cocida dos veces (el lunes y el viernes) y su aspecto era seco, se guardaba en jarras y posteriormente se humedecía con agua o aceite. Con ese pan se hacía almodrote de berenjenas (alimento típico del desayuno del sabbat). Algunas de las preparaciones con este tipo de pan se denominaban boyos de pan (dando posiblemente lugar a las migas), las roskitas de gueve (rosquillas de huevo), los bizcochos. La fritura de pescado era muy habitual, los buñuelos de viento (en ladino: bimuelos). Dentro de las preparaciones cárnicas se encuentran las albóndigas (elaboradas de carne de cordero, o de pescado). Y entre las ollas la más popular era la adafina (precursora de los cocidos posteriores). Los sefardíes cocinaban a menudo en aceite de oliva (por ser un alimento kosher), rehuían del uso de tocino (prohibido por las normas dietarias judías). Era común que los platos sefardíes tuvieran un gran contenido de ajo y su olor era un signo identificativo de su cocina.
A pesar de la expulsión de los judíos en el año 1492, los españoles de la época inventaron un concepto segregacionista: "cristiano viejo" o "cristiano nuevo". Esta división da lugar a una serie de preparaciones culinarias que respetan "a medias" las normas dietarias de las religiones musulmana o judía. Estas medidas harían que algunos platos originariamente sefarditas acabaran modificándose con ingredientes no-kosher. Una de las actividades de la Inquisición española era la de observar que los denominados conversos no continuaran con la observación del sabbat, y en esta vigilancia entraban los hábitos y costumbres alimenticias. Tras la expulsión de los judíos sefarditas en 1492, gran parte del saber culinario se expande por diversas parte del Mediterráneo oriental llegando a dejar influencias claras en parte de la cocina otomana.

### Cocina cristiana

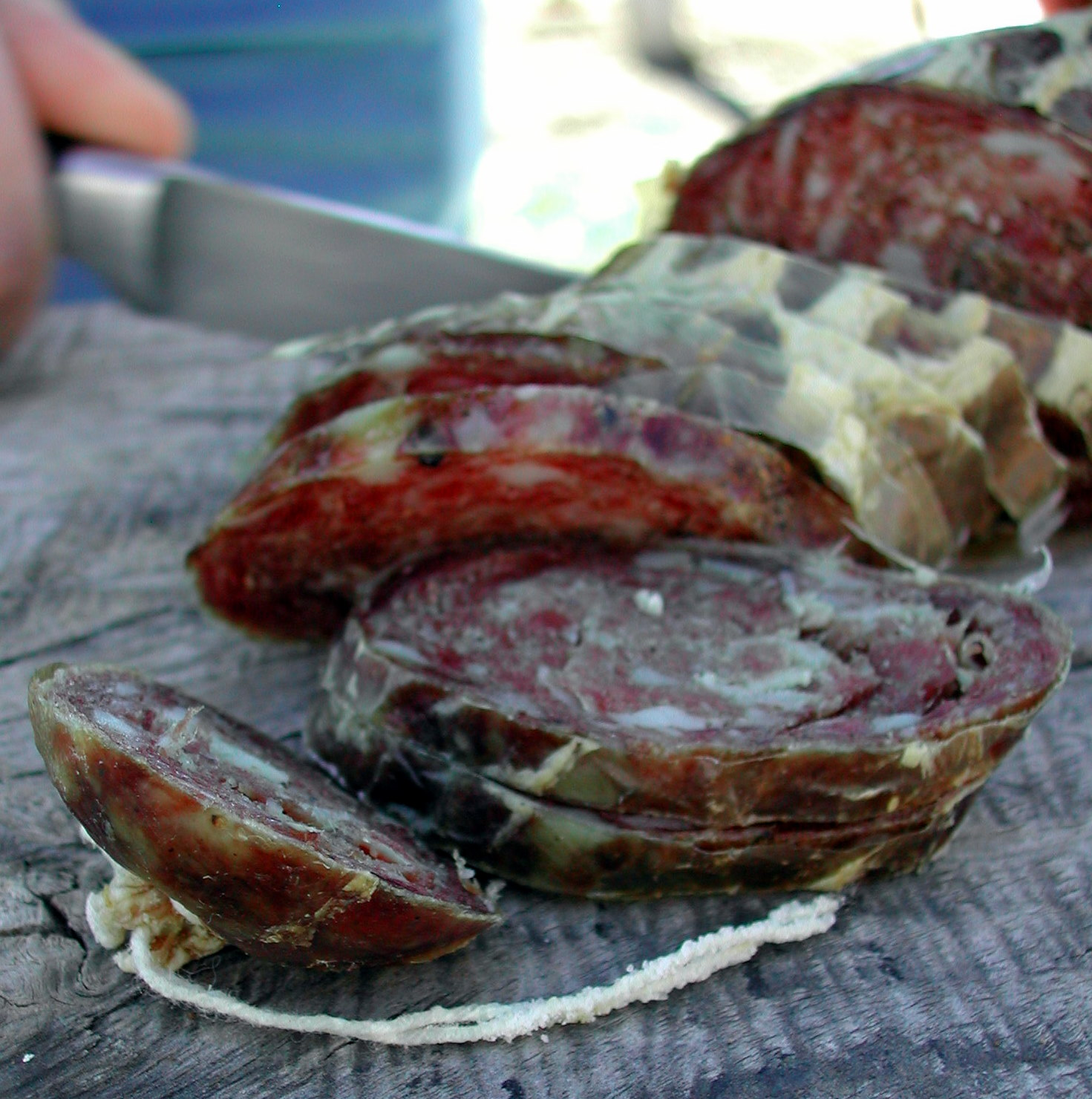
Salchichón de jabalí, el gusto por los productos del cerdo ha caracterizado la cocina española.

En el año 718 en un lugar del norte de la península ibérica se rebelan rechazando en Covadonga a las órdenes de Don Pelayo las tropas sarracenas apenas siete años después de que atravesaran el estrecho de Gibraltar. El territorio quedaría dividido en una frontera difusa de zonas cristianas, musulmanas y sefarditas. Este mestizaje causó un cambio en las costumbres culinarias de las tres culturas. Los cristianos eran herederos de las costumbres culinarias de los visigodos, y éstos de los romanos. El sistema de comidas copiosas romanas puede verse denunciado por Alfonso X al recomendar la templanza en los manjares y bebidas. Algunas de las descripciones literarias del comer y estilo de la época puede encontrarse en el arcipreste de Hita en ciertas escenas de su «Libro de buen amor». Mientras que van apareciendo libros como el Llibre de Sent Soví (1324) o el conocido Ruperto de Nola en su «Libre del Coch» (posiblemente del 1490), cocinero de Alfonso V denominado el magnánimo, esta obra escrita originariamente en catalán fue traducida al castellano con el título «Libro de los guisados, manjares y potajes» (la edición más antigua en castellano data del año 1525). Otro de los libros contemporáneo de Rupert de Nola es el «Arte cisoria o de cortar con el cuchillo» del Marqués de Villena, este libro de Enrique de Villena no se publicó hasta 1766 por la Biblioteca de El Escorial. Gonzalo de Berceo en su «Loores de Nuestra Señora, Duelo que fizo la Virgen y Milagros de Nuestra Señora» menciona las "ollas" pero sin describir ingredientes. Se sabe que era típico en aquella época comer sentado en mesas plegables y empleando escudillas de madera y no se empleaba el tenedor, siendo habitual comer con los dedos. En el siglo XII se conoció una mejora en la alimentación, con dos y aún tres comidas, al modo visigodo, frente a la única, o a lo sumo dos, del siglo anterior, generalmente más escaso. En el año 1139 nacía oficialmente el Reino de Portugal y su primera dinastía, con Alfonso I de Portugal como rey.
Entre los autores de comienzos del siglo XV cabe mencionar el doctor Juan de Aviñón que publica una obra médica con muchas referencias a la gastronomía de la época. A pesar de ello se tienen documentos de recetas de la época en forma de manuscritos como «Manual de mujeres en el cual se contienen muchas y diversas recetas muy buenas» donde se menciona la elaboración de mazapanes. Entre las salsas y preparaciones más habituales se encontraba el manjar blanco. El Honrado Concejo de la Mesta de Pastores fue creado en el año 1273 por Alfonso X el Sabio, reuniendo a todos los pastores de León y de Castilla en una asociación nacional y otorgándoles importantes prerrogativas y privilegios tales como eximirles del servicio militar, de testificar en los juicios, derechos de paso y pastoreo, etc. Cuando Sancho III unifica el Reino de Navarra abre el paso a la Ruta Jacobea y este camino se convierte en un trasiego de personas de diferentes regiones de Europa. En el año 1209 nace la primera universidad en España la Universidad de Palencia dando paso a los intecambios culinarios regionales de mayor interés. La Reconquista que acabó a finales del siglo XV dio lugar a un gran movimiento de personas a lo largo de la península ibérica, lo que originó un gran intercambio de experiencias culinarias. En algunas zonas de Castilla la Vieja quedó costumbre los sábados del denominado día de grosura, siendo el viernes día de abstinencia de carne, el sábado se comían despojos.

## Renacimiento en la gastronomía española

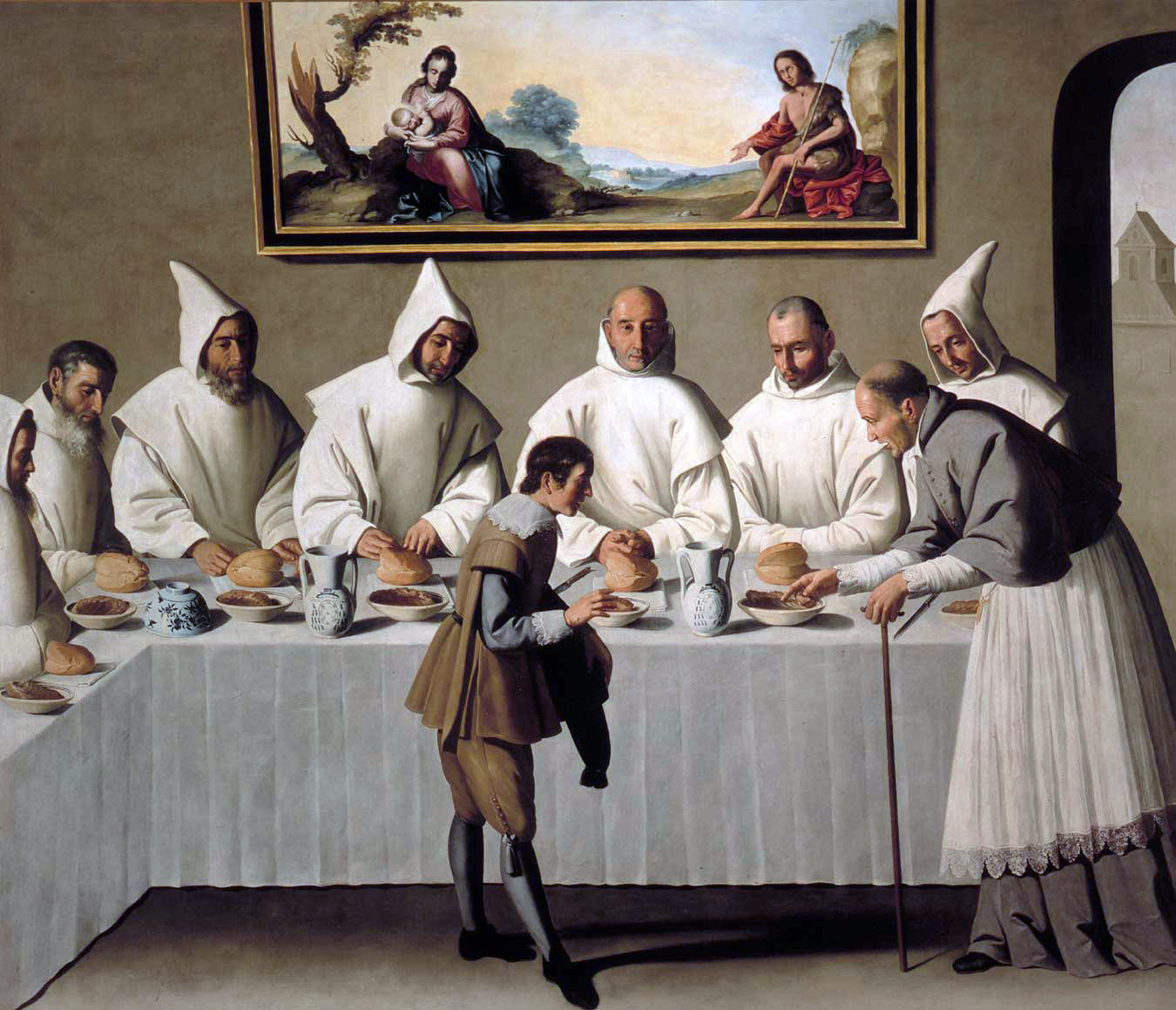
San Hugo en el refectorio. Zurbarán.

La importancia que se daba en España a la cocina hasta finales del siglo XV puede deducirse del hecho de que el viaje de Colón trataba de buscar por Occidente una ruta hacia las islas de la Especias, es decir, un producto culinario. Lo cierto es que el descubrimiento de América en el año 1492, ha hecho olvidar casi del todo esa intención primera del viaje, pero también hizo que la cocina española abriera las puertas a la incorporación de nuevos ingredientes como la patata, el tomate, el pimiento (y el pimentón), así como el cacao o la vainilla. Ya desde las primeras expediciones de Colón hubo descubrimientos de ingredientes, de esta forma Luis de Torres describe la existencia de un nuevo cereal denominado maíz y pronto se extendería por el sur de Europa. Años después, en 1571, la victoria naval de la Batalla de Lepanto contra el Imperio otomano dio a España la hegemonía durante el siglo XVI del comercio en el Mediterráneo. La toma de posesiones en Filipinas hace que se inicie una colonización culinaria de la cocina española en el Pacífico, influencia que en la actualidad se hace notar en los numerosos platos y preparaciones de la región (adobo y sinigang). El aumento de posesiones hace que los nuevos ingredientes de "las Indias" acaben llegando a las tierras del Pacífico.
La influencia de las culturas precolombinas en la cocina española, desde el punto de vista de procesos culinarios, es muy escasa, tal influencia no va más allá de la incorporación de un conjunto de ingredientes de relativa importancia nutricional, y a pesar de ello algunos de ellos tardaron siglos en ser asociados en la cocina española (y europea). Los alimentos trasladados a Europa tardaron en implantarse culinariamente en las cocinas del resto de Europa, no quizás así en España. A América se trasladó desde Europa el azúcar de caña, los cereales y la vid en primera instancia. A Europa vino la patata, el maíz y el tomate. La incorporación de cada uno de estos ingredientes en la culinaria española, por parte de los consumidores, alcanzaría diferentes perfiles de aceptación dependiendo del alimento. Surge en este periodo un cuidado por la higiene y la dietética. El médico de Carlos V denominado Luis Lobera de Ávila, escribe un tratado «Banquete de nobles caballeros» en el que describe la cocina imperial, siendo uno de los primeros libros de dietética escritos en Europa. En el año 1574 el doctor Melchor de Santa Cruz de Dueñas publica una recopilación de anécdotas de la vida cotidiana del siglo XVI y denomina a su libro "Floresta Española" y en su obra incluye numerosas alusiones a la cocina y a las costumbres culinarias de los españoles de la época.

### Los ingredientes del «Nuevo Mundo»

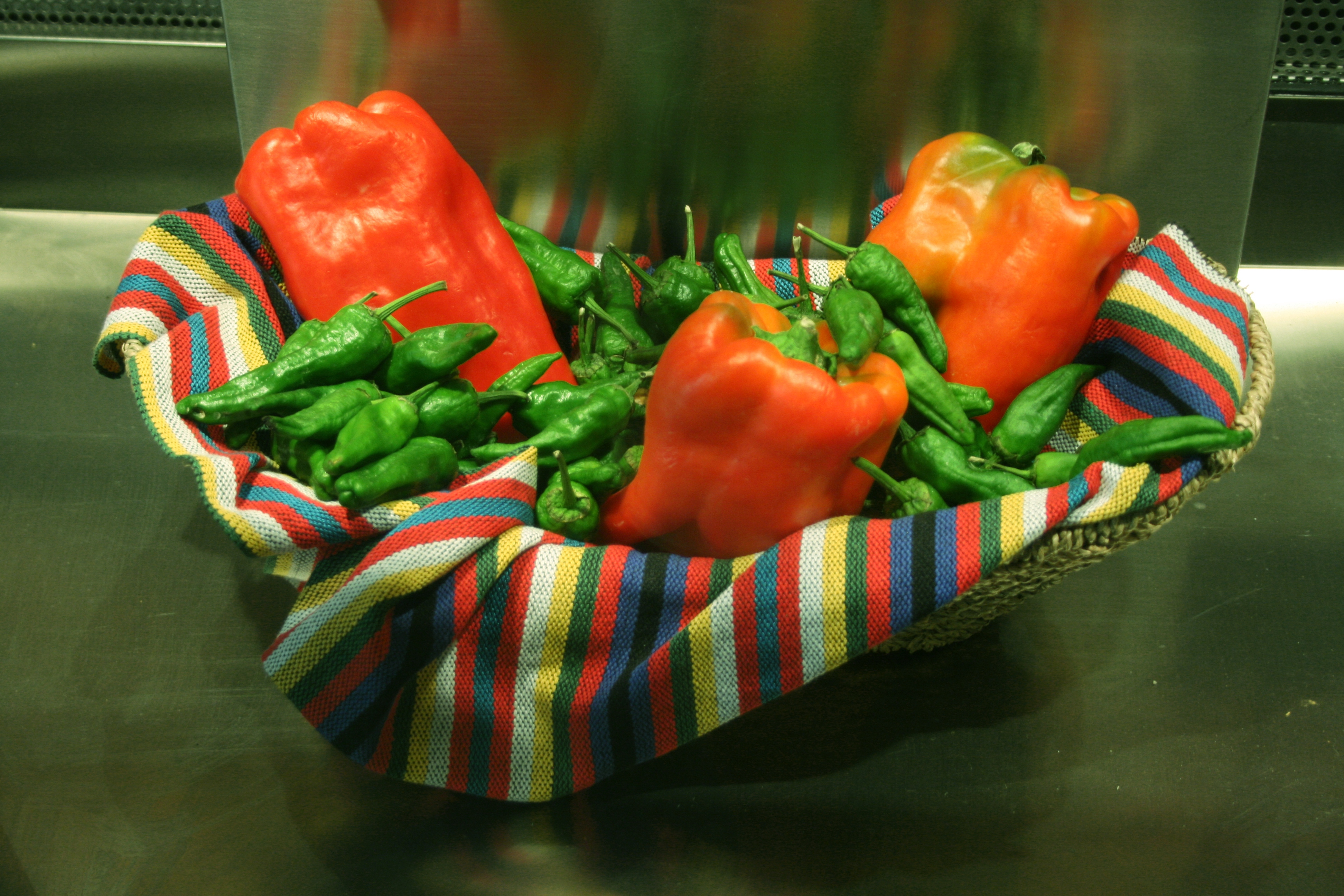
Cesta de pimientos, en variedades adaptadas: pimientos del padrón y pimientos rojos. Unos de los ingredientes del Nuevo Mundo.

Algunos de los alimentos vistos en el Nuevo Mundo se empiezan a describir en España, de esta forma los primeros en mencionar la patata son Francisco de Jerez, Hernando Pizarro y Cristóbal de Mena (todos ellos en el año 1534). La patata se cultiva por primera vez a finales del siglo XVI en Andalucía. En los siglos XVII y XVIII se extendería el cultivo de este producto por las Canarias, así como poco a poco por el norte de la península.
Otro de los ingredientes, el tomate (Solanum lycopersicum), a mediados del siglo XVI entró en tierras españolas procedente de los Aztecas (América), y Castilla era el primer paso de entrada al resto de Europa debido al monopolio que poseía sobre el transporte de productos provenientes del Nuevo Mundo. Aparece en la lista de plantas provenientes del Nuevo Mundo del códice: Historia general de las cosas de la Nueva España. Aparecen igualmente en 1608 documentos en forma de listas de la compra para el Hospital de la Sangre en Sevilla que indican la presencia de tomates y pepinos para la elaboración de ensaladas. Entre 1645 y 1646 el pintor sevillano Bartolomé Esteban Murillo realiza una obra denominada "La cocina de los ángeles" en la que se muestra la preparación de un plato con tomates. A finales del XVII el cultivo de tomates en grandes cantidades era frecuente, sobre todo en el sur de España. Otra referencia tardía al cultivo del tomate en España data del año 1777 y se debe al padre Gregorio de los Ríos que publica una obra titulada: «Agricultura de jardines, que trata de la manera que se han de criar, gobernar y conservar las plantas y todas las demás cosas que para esto se requieren, dando a cada una su punto».
La patata se estima que entró a la península por Galicia, lugar donde fue primero acomodado su cultivo. En el año 1532 la descubrieron en Perú y años después Pedro Cieza de León la menciona en su Crónica del Perú. El economista Joaquín Fernando Garay (apodado el parmentier español) inicia el cultivo en tierra aragonesa procedente de cepas gallegas. El uso de la patata se difunde por otros países europeos debido a la Guerra de los Ochenta Años con los países del Norte de Europa, un ejemplo de ello es el Hutspot (una variante de Stamppot) de la cocina holandesa que tiene origen en la cocina de los Tercios españoles destacados en la zona. La patata fue el alimento que costó más de asimilar por la cocina popular, se solían emplear los nabos o las chirivías.
Se supone que el pimentón (pimientos secos) apareció en cocina española en la vega de Plasencia recién llegado de América. Quevedo menciona de negros chorizos en 1624, lo que relega a finales del siglo XVII la época en la que el chorizo se pone rojo. El chorizo fue el primero de los aperitivos servidos como tapas en Andalucía.
De los nuevos productos americanos el que tuvo más importancia entre las clases acomodadas de la segunda mitad del siglo XVII, y durante todo el siglo XVIII fue, sin duda, el chocolate. Los aztecas consumían el chocolate amargo directamente del cacao y a veces mezclado con harina de maíz, la idea española de mezclarlo con azúcar le convirtió en un alimento popular entre las clases favorecidas. La aristocracia y el alto clero lo tomaban como desayuno y merienda. Las reinas Ana y María Teresa de Austria lo llevaron a la corte francesa y de allí se difundió a los países del norte de Europa a alguno de los cuales (los Países Bajos), ya había llegado directamente desde España. Este alimento fue aceptado por la sociedad española, era consumido con asiduidad en los desayunos y su servicio era signo de estatus social. Se tomaba incluso en los días de ayuno, y por esa razón se llegó a debatir si su consumo era o no una forma de romper el ayuno.

### La cocina del Siglo de Oro

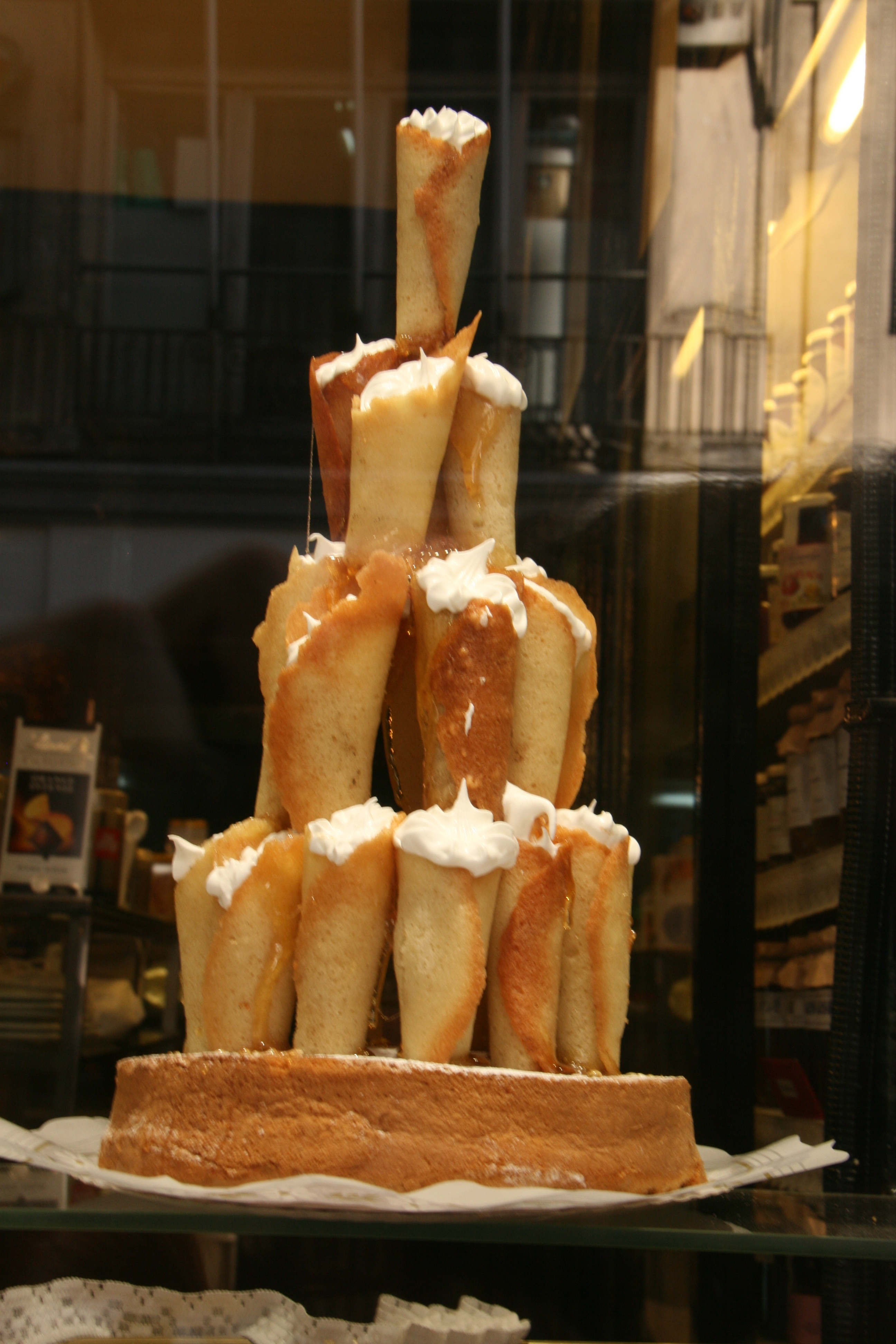
La repostería española del siglo de Oro es abundante en ejemplos variados de elegantes preparaciones de influencia francesa: un croquembouche.

La cocina española del Siglo de Oro estaba llena de contrastes culinarios y sociales. Por un lado estaba la cocina de la Corte, llena de excesos y de platos abundantes, y por otro lado estaba la cocina popular que iba acumulando el saber del pasado. La población en general se alimentaba de pan y de productos fundamentados en el procesamiento de cereales. Con el pan (generalmente de harina de centeno o mezcla con harina de trigo) se acompañaba con otras viandas, la mayor parte de ellas en salazón: tocino. Se incluía en las elaboraciones las sopas de harina, las sopas (o cocidos), etc. Las sopas de los cocidos eran parte de la alimentación diaria de los españoles durante estos siglos. Se comía poca carne y cuando se hacía era con motivo de una celebración. Las clases altas se alimentaban de pan igualmente pero elaborado con harina de trigo, y su cocina tenía carne en una proporción mayor. Una de las características más notables es el empleo de preparaciones culinarias más refinadas como pueden ser las salsas. La forma de sentarse en la mesa cambia y aparece una nueva cubertería que consiste en: tenedor, cuchara y cuchillo. Se llega incluso al refinamiento de emplear diferentes cuchillos dependiendo del alimento.
Se empieza en esta época a publicar libros en la imprenta uno de los primeros es de Batista Platina de Cremona que en 1475 publica un libro titulado Libro de la voluptuosidad honesta y de la buena salud, este libro hace que la cocina sea entendida como un acto de placer y salud al mismo tiempo, se considera uno de los primeros tratados de gastronomía. En España durante esta época destacan como escritores culinarios Diego Granado Maldonado que en el año 1599 publica Libro del arte de cocina  haciendo copia de gran parte de las obras anteriores, entre ellas la de Ruperto Nola, Hernández Máceras con su «Libro del arte de cocina» (1607) que describe una cocina popular (en el que se dice que los estudiantes del colegio de Oviedo, de Salamanca, tienen una ración de 2,5 libras de carne de carnero diarias), y Francisco Martínez Montiño con su «Arte de cocina, Pastelería y Conservería» (1611) menciona elaboraciones de la Corte llenas de esplendor. Hernández de Maceras y Montiño mencionan la masa de hojaldre, tan popular entre la pastelería española de este siglo y que con el tiempo se asoció a la cocina francesa. Hernández de Maceras distingue entre la empanada, que llama "a la inglesa", hecha con masa de pan o semejante, y el pastel, hecho con hojaldre, y sus variantes pastelillo y pastelón (según el tamaño).

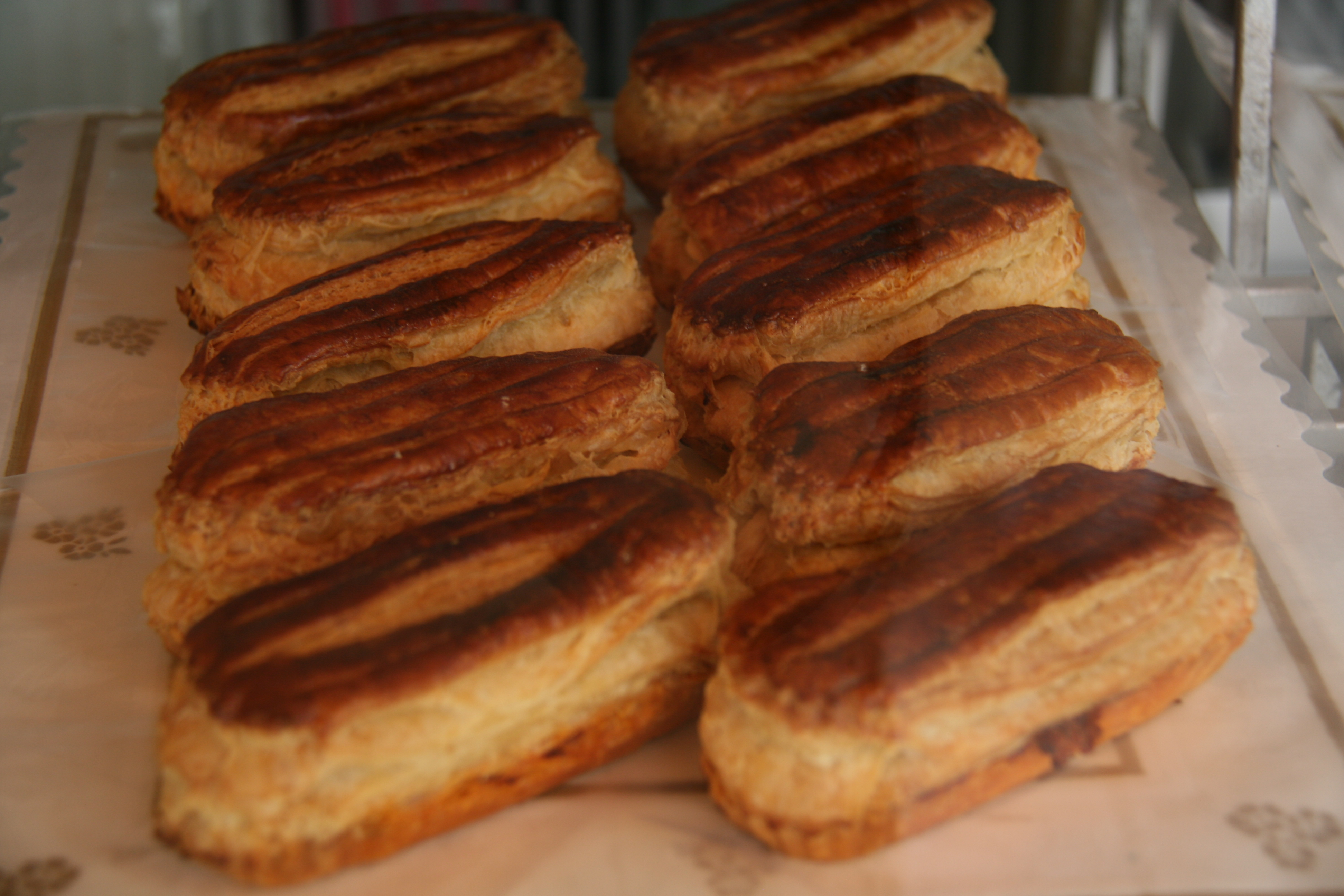
Agujas un pastelillo típico del siglo de Oro, elaborado con hojaldre (una masa de origen español).

La cocina de la corte requería de un complicado montaje de servicios y dependencias, el conjunto de ellas se denominaba "Oficio de boca" y su misión era el de preparar los alimentos a la familia real. Existían diversos oficios de cocineros: mozos de cocina, reposteros, especieros, triperos, potaxier (responsable de verduras), frutier (responsable de las verduras), buxier (responsable de la leña en los fogones), aguadores, galopines (encargados de desplumar las volatería). De estos oficios habla en detalle Martínez Montiño. Las comidas cortesanas de los Austrias eran excesivamente abundantes, la literatura muestra comidas con centenares de platos. Los ingredientes del Nuevo Mundo entran poco a poco en la culinaria española, aunque la mayor parte de estos alimentos ya se conocían en el siglo XVI, hasta el siglo XVIII no se extienden y se popularizan. Su introducción aparece en la cocina cuando hay carestías de otros productos como los cereales. El aumento demográfico produjo hambres endémicas y, en determinados momentos, grandes crisis demográficas que afectaron a la mayor parte de Europa, como las de los periodos: 1709-1711; 1739-1741; 1742-1744; 1764-1767; etc.
Los alimentos más comunes del pueblo llano era el pan que aparece como acompañamiento de toda preparación, el vino (generalmente adulterado) y que era considerado alimento. Ambos eran considerados alimentos básicos de la época. El tocino y el aceite se empleaban tanto para freír como asar, a veces como acompañamiento. El aceite era la grasa de los días de abstinencia, puesto que el tocino era de cerdo. Los pescados en salazón en el interior de la península eran famosos: abadejo, truchas y bacalao. El empleo de legumbres en las ollas empezaba a ser popular y la olla podrida era considerado un plato de festín popular. Era popular una bebida denominada aloja, que daba en Madrid fama a las "tabernas de aloja". En los mesones se preparaba lo que los viajeros llevaban consigo, rara era la ocasión en la que se ofrecía comidas. Los núcleos urbanos se acumulaban de gente y la deficiencia en los transportes creaban carestías localizadas. Se comía sin planificación más allá del propio día.
La cocina de los monasterios de la época no era menos fastuosa que la de la corte, cabe destacar el de Yuste, el de Guadalupe, Montserrat, Huelgas, Silos, Samos y otros tantos. Uno de los recetarios robados de la cocina del monasterio de Alcántara años después, por el general francés Junot y enviado a su esposa llegó a manos de cocineros franceses que copiaron recetas de la cocina españolas del siglo XVII que divulgaron como suyas posteriormente (un ejemplo fueron las perdices al modo de Alcántara). La cocina popular española de estos siglos tiene en sus raíces influencias árabes y sefardíes, cabe destacar la existencia de platos denominados ollas (cocidos) que a lo largo de la geografía tienen su diferentes variantes. En el año 1607 el comerciante Paulo Charquías vende nieve de forma exclusiva construyendo en la zona de la actual Glorieta de Bilbao, de Madrid, unos depósitos subterráneos para almacenarla y poder ofrecer helados a la corte. La nieve era transportada mediante yeguas desde la sierra del Guadarrama. La costumbre de gastar nieve se hace muy popular en la Corte, para la preparación, no solo de helados, sino de los más variados refrescos (zarzaparrilla, agua de cebada, limón granizado).
En la literatura española del siglo XVII se empiezan a describir platos y de esta forma se encuentran casi un centenar de menciones culinarias en el Don Quijote de la Mancha así como en la La lozana andaluza. En el libro de Don Quijote se puede ver como los hidalgos venidos a menos se veían sometidos a dietas muy escasas, caracterizadas por su olor a ajos crudos. En el Quijote se describen diversos platos: desde los más austeros, que comía don Alonso Quijano, como "duelos y quebrantos", olla de vaca, lentejas o palominos; el tasajo, el queso y las bellotas avellanadas (dulces) que degustaban los cabreros, o banquetes horteras, como el que se sirve en "Las Bodas de Camacho": asados de novillos, lechones y corderos, los guisos de todo tipo de caza y aves de corral, con numerosas especias; y dulces, propios de las celebraciones de los hacendados ricos de los pueblos. Lo que no aparece descrito en el Quijote es la cocina refinada, como la que el protagonista pudo gustar en la casa de los duques o en la del Caballero del verde gabán, platos que no se nombran, salvo un atisbo de uno o dos de los que presentan, aunque no le dejan gustar, a Sancho Panza cuando es gobernador de la Ínsula Barataria. El clero y la aristocracia comían por el contrario de forma abundante. Las costumbres religiosas se inculcaban en la comida de la época, de esta forma Julio Camba menciona la frase: «la cocina española está hecha de ajo y prejuicios religiosos». La novela picaresca de la época ilustra ejemplos de comidas populares, mostrando además las costumbres del pueblo, debido al hambre que pasan sus protagonistas Quevedo acaba denominando la "literatura del hambre". Otros ejemplos se encuentran en el Estebanillo González.
A pesar de todo ello las costas del Levante pronto empezarían a sufrir invasiones francesas y continuas anexiones e invasiones de parte del territorio catalán, sobre todo en el periodo que va desde 1640 hasta 1813. Estas incursiones empiezan a tener un efecto sobre las costumbres culinarias de ambos países.

## Cocina española en elXVIIIyXIX
A comienzos del siglo XVIII muere el último monarca español de la casa de los Austrias: Carlos II. Tras él la guerra de sucesión que dura desde el año 1701 hasta 1713 deja finalmente a Felipe V como monarca, abriendo para España la sucesión de la dinastía borbónica. Se narra la historia de un incidente culinario en el banquete ofrecido por Felipe V en la recepción de su futura consorte, María Luisa, en el que como símbolo de cordialidad entre los dos países se dispuso de forma alternada platos franceses y españoles; la reina, desconociendo el significado, sólo comió de los españoles lo que causó un incidente diplomático entre ambos países. Esta época suponía una ruptura entre los gustos medievales europeos y los nuevos postulados culinarios. Los Borbones en la Corte no fueron amigos de la ostentación, ni de las grandes fiestas. Los reyes Carlos III y Carlos IV modificaron la etiqueta española haciéndola menos rígida para estar más cerca del pueblo.
Existen detalles de consumo de las clases populares gracias a los Memoriales realizados por Campomanes en 1767 acerca de los Abastos de Madrid. La alimentación media oscilaba con una libra de pan (casi medio kilogramo) y media de carne (un cuarto de kilogramo) por día. Cien gramos de garbanzos y sesenta de tocino además de alguna verdura. Las proporciones de una casa acomodada son muy similares, sólo que añade embutidos, dulces y media onza de chocolate. El consumo de garbanzos se propaga en las zonas del norte de Castilla debido a las actividades arrieras.
La influencia francesa se refleja finalmente en la vida literaria, en las costumbres y en la gastronomía. La cocina francesa medieval estaba marcada por Guillaume Tirel, autor del Le viandier de Taillevent. Esta obra junto con la Varenne intentan romper con la tradición culinaria medieval francesa. Muchas de las habilidades culinarias francesas del siglo XVI habían sido influidas por la cocina española, debido a la introducción de nuevos ingredientes, algunos de ellos como el chocolate eran muy populares en la corte. La culinaria francesa tendría pronto a cocineros de gran prestigio como Auguste Escoffier, Urbain Dubois, etc. Antoine Parmentier cobraría fama por divulgar la patata en Francia cuando en España era conocida siglo y medio antes.
En el siglo XVIII se generaliza en el territorio español la confitería; existen dos categorías posibles. Por un lado el confitero que elabora compotas, caramelos, grageas de diversos sabores. Por otra el bollero que se dedica a trabajar productos dulces donde entren el trigo, la manteca de cerdo, el azúcar y demás ingredientes. La influencia francesa introdujo el grado de refinamiento al terreno de la bollería (denominados bollos de tahona). El gastrónomo navarro Antonio Salsete publica El Cocinero Religioso (cuyo título completo era El cocinero religioso instruido en aprestar las comidas de Carne, Pescado, Yerbas y Potajes a su comunidad).

### El afrancesamiento de la cocina española
La llegada de los borbones hizo que hubiera un acercamiento hacia los gustos franceses en la corte, y eso se propagó a través de los diversos estamentos. Uno de los ministros del rey el marqués de Esquilache consigue hacerse con el monopolio del abastecimiento del pan y del aceite de oliva en Madrid lo que acaba en causar una serie de revueltas populares (motines del pan) que acaban finalmente en un motín que lleva su nombre. Destaca entre los escritores culinarios Fray Raimundo Gómez (bajo el seudónimo Juan de Altamiras o Altimiras) que en el año 1786 escribe un libro titulado «Nuevo arte de cocina». El repostero Juan de la Mata escribe su «arte de repostería» en 1786 en la que describe recetas de la cocina portuguesa, italiana, incluyendo un capítulo sobre el café, el té y el chocolate. Cabe destacar las «Constituciones y extravagantes de los monjes de la Orden de San Jerónimo» y el «libro de cocinación» fechados en 1740 donde se describen guisos típicos de la España del siglo XVIII fuera de la influencia francesa preponderante en la época. Los menús de los restaurantes y hoteles se realiza en francés. La cocina española clásica queda relegada a los espacios rurales, y se transmite de boca a boca.
Un rey sucesor de Felipe V, Carlos IV, inicia la denominada guerra de los Pirineos. Un conflicto que enfrentó a España y la Francia revolucionaria entre 1793 y 1795 (durante la existencia de la Convención Nacional francesa), dentro del conflicto general que enfrentó a Francia con la Primera Coalición. A pesar del afrancesamiento de la cocina española, cabe mencionar que no participó de la renovación de ella. En este periodo la cocina española influye de forma latente a la cocina francesa, un ejemplo es la adopción de la mahonesa tras la invasión el 18 de abril de 1756 por el Mariscal Richelieu y sus allegados al Fuerte de San Felipe de Mahón e invadir la isla, durante esta ocasión tienen la oportunidad de probar la salsa all-i-oli con gran sorpresa. Copiaron la receta de su elaboración y la llevaron a Francia, allí se dio a conocer y por cuestión de gusto le quitaron el ajo y al resultado lo denominaron mahonnaise (de Mahón), aunque al prescindir del aceite de oliva en favor de aceites menos sabrosos, tuvieron que añadir especias.
El pueblo llano no aceptaba la influencia francesa y muestra de ella se encontraba en el levantamiento del 2 de mayo acaecido en Madrid. Esta misma situación de animadversión se mostraba en la culinaria popular, alejada de las corrientes francesas, fundamentaba los guisos en abundantes ollas (el cocido en todas sus variantes regionales vertebra la cocina española desde esta época), embutidos diversos procedentes de matanzas y en tradiciones culinarias del siglo XVI que permanecían entre la población.

### La cocina romántica delXIX

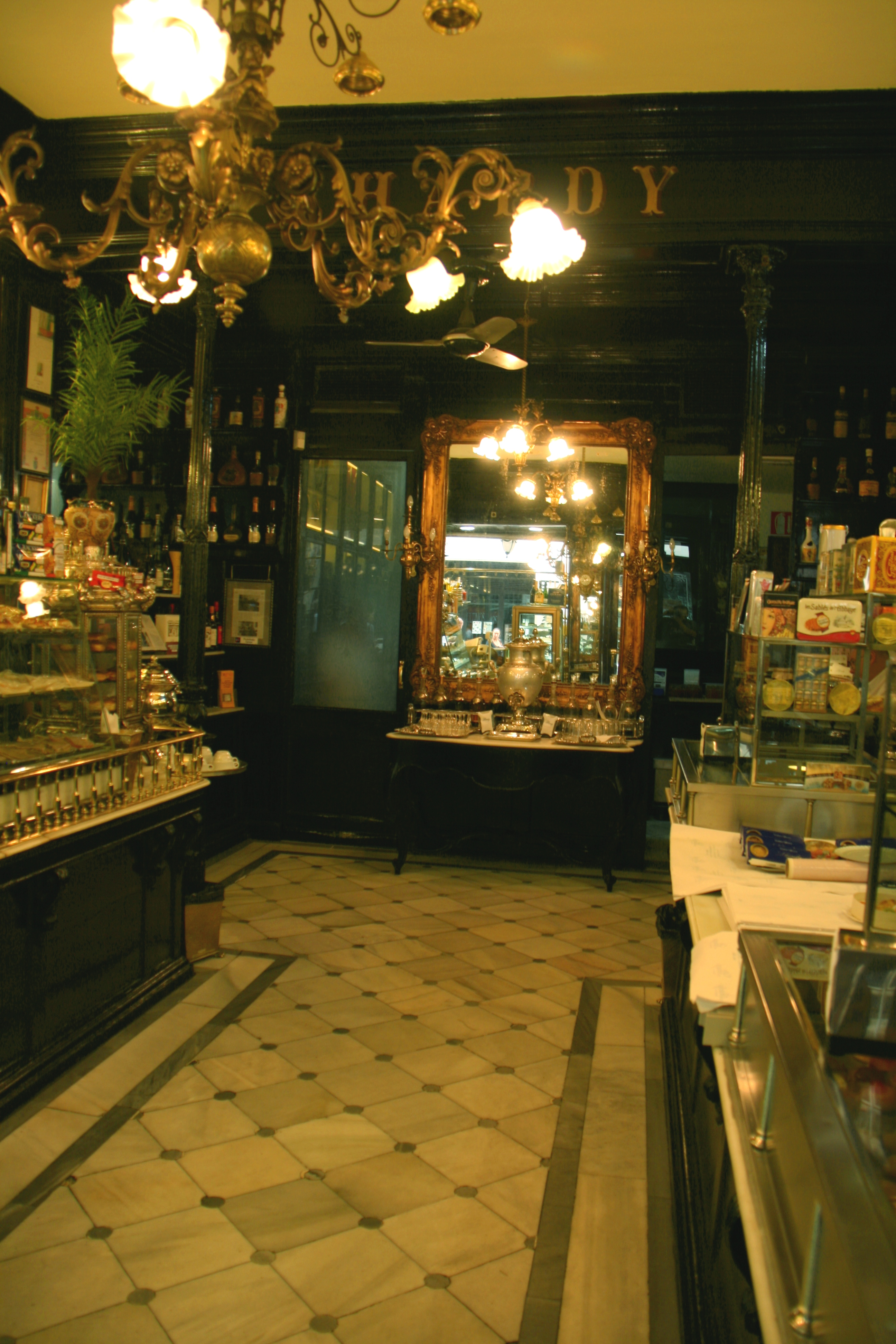
Interior de Lhardy, intento de modernización que abriría conceptos dando paso a nuevas experiencias culinarias.

Muchos fueron los viajeros románticos procedentes de otros países que recorrieron España en el siglo XIX, algunos de ellos hicieron descripciones de las comidas que se encontraban durante su estancia en sus respectivos libros de viaje, Prosper Mérimée, Alejandro Dumas que siendo famoso escritor francés hizo un largo viaje gastronómico por algunas regiones de España dejando abundantes notas en sus libros sobre la cocina popular de la época, el inglés Richard Ford, y el francés Théophile Gautier. El siglo XIX es un siglo de fuerte influencia francesa en la cocina española, se traducen recetarios del francés al castellano. Algunas de las crónicas que dejaron los viajeros, mencionan un extraño tono negativo hacia las preparaciones españolas, servidas con exceso de ajo y mucho aceite. Mientras Francia iniciaba una reforma culinaria denominada la cuisine classique que afectó bien poco a la cocina cortesana española, aferrada a los métodos culinarios de siglos anteriores. Los libros de cocina españoles de la época eran meras traducciones literales del francés, sin ningún aporte culinario procedente de las costumbres culinarias españolas, ni adaptación a los usos españoles de la época.
El término fonda empieza a generalizar su uso en España a comienzos del siglo XIX; antes se hablaba de posadas y ventas. A lo largo del siglo conviven todos los términos y era necesario distinguirlas, en ambas hay alojamiento y comida para los viajeros. En las fondas hay comedores y se hace comida para llevar. En aquella época las fondas era habitual estuvieran en propiedad de italianos.
Don Bartolomé Joly estuvo viajando por España entre 1603 y 1604. Se comprueba la diferencia existente entre la cocina cortesana de estilo francés, y la cocina popular de mesones, figones, ventas caminares, etc. donde la cocina es popular y arraigada en sus costumbres, con poca influencia de la cocina francesa. Los viajantes románticos no tenían paladares habituados a estos ingredientes, y según autores esto les causó extrañeza. Todos ellos mencionan la incomodidad y el mal servicio ofrecido en las hospederías de la época, pesando con posterioridad como si de una leyenda negra sobre la cocina española se tratara. Los aposentos urbanos se denominaban posadas o mesones siendo las fondas para los visitantes más distinguidos. Se llamaban ventas a los establecimientos del camino, ubicados lejos de las agrupaciones urbanas que servían de cobijo a viajantes. Además de ellos los figones públicos que ofrecían alimentos y preparaciones culinarias a los habitantes de los núcleos urbanos. El viajante Jerónimo Welsch en 1633 intenta hacer una clasificación de los establecimientos en España. De igual forma se quejaba del servicio Mariano Larra La oferta gastronómica era mala y el servicio pésimo: "un mozo para cada sala y una sala para cada veinte mesas". La necesidad de beber frío por parte de las clases acomodadas, y sobre todo en la capital, hace que se elaboren bebidas con hielo picado, tal y como puede ser los sorbetes, los helados y las populares horchatas de origen valenciano. El tema de beber frío se hizo moda en España por época de finales del siglo XVII. Es por esta época cuando Pedro Xarquíes elaboró en Madrid diferentes pozos de nieve con el objeto de comercializar estas bebidas que tan de moda estaban. De la misma forma los médicos de la época destacaron un debate acerca de lo conveniente de emplear estas bebidas frías o no, en la dieta. El periodista y escritor Mariano José de Larra deja en sus artículos ensayísticos referencias claras del estado de las fondas y del progresivo afrancesamiento de la cocina de la Corte, y de la de las clases medias en las fondas.
En el año 1839 se abre un restaurante en Madrid denominado Lhardy siendo uno de los primeros en ofrecer un menú en España de precio cerrado, así como servicio en table d'hôte. Este restaurante fue lugar de reunión de las clases adineradas de la corte durante finales del siglo XIX. Pronto se abrirían otros restaurantes similares como el Grand Restaurant de France (más tarde conocido como Justín) en 1861 en la ciudad Condal, empezando a ampliar la oferta culinaria a las personas de paso y visitantes diversos de la Corte y el 7 Portes. La cocina madrileña empieza a tener su auge debido a su carácter de capital, siendo con ello que numerosos emigrantes de otras zonas de España vienen a establecerse en la villa. Los Cafés empiezan a reunir a transeúntes en sus espacios y pronto algunos de ellos empiezan a ofertar comidas propias, adaptaciones de la cocina francesa, etc. Los ferrocarriles españoles empiezan a transportar a un mayor número de pasajeros a las ciudades y capitales de provincia, surge un nuevo consumidor trashumante que se alimenta en los nuevos establecimientos denominados restaurantes, y éstos empiezan a ser un negocio rentable a sus dueños que proporcionan servicios culinarios específicos a una creciente población itinerante debido en parte a la mejora de capacidad y eficiencia de los transportes: nace el automóvil. Al mismo tiempo se producen avances en la ciencia de la nutrición en manos de Atwater, Rubner, Eijkman, etc. gracias a estos estudios empiezan a entrar otros parámetros en las cocinas, se empieza a popularizar hablar de conceptos nutricionistas nuevos como las vitaminas, calorías, proteínas, etc. En Francia hacía esta labor divulgativa a comienzos del siglo XX, Edouard de Pomiane con amenas charlas radiofónicas. El periodista polifacético gallego Manuel María Puga y Parga (conocido como "Picadillo") escribe "La cocina práctica" en 1917, uno de los libros de cocina española más emblemáticos de comienzos del siglo XX. A finales del siglo XIX, España empieza a perder las colonias y en la guerra de Independencia cubana surge el Regeneracionismo como movimiento intelectual que entre los siglos XIX y XX medita objetiva y científicamente sobre las causas de la decadencia de España como nación. Esta idea hace surgir nuevas tendencias en la historia culinaria de España del siglo XX. En 1904 durante la Exposición Universal de San Luis en el estand de España se ofrecen muestras culinarias.

## La época moderna

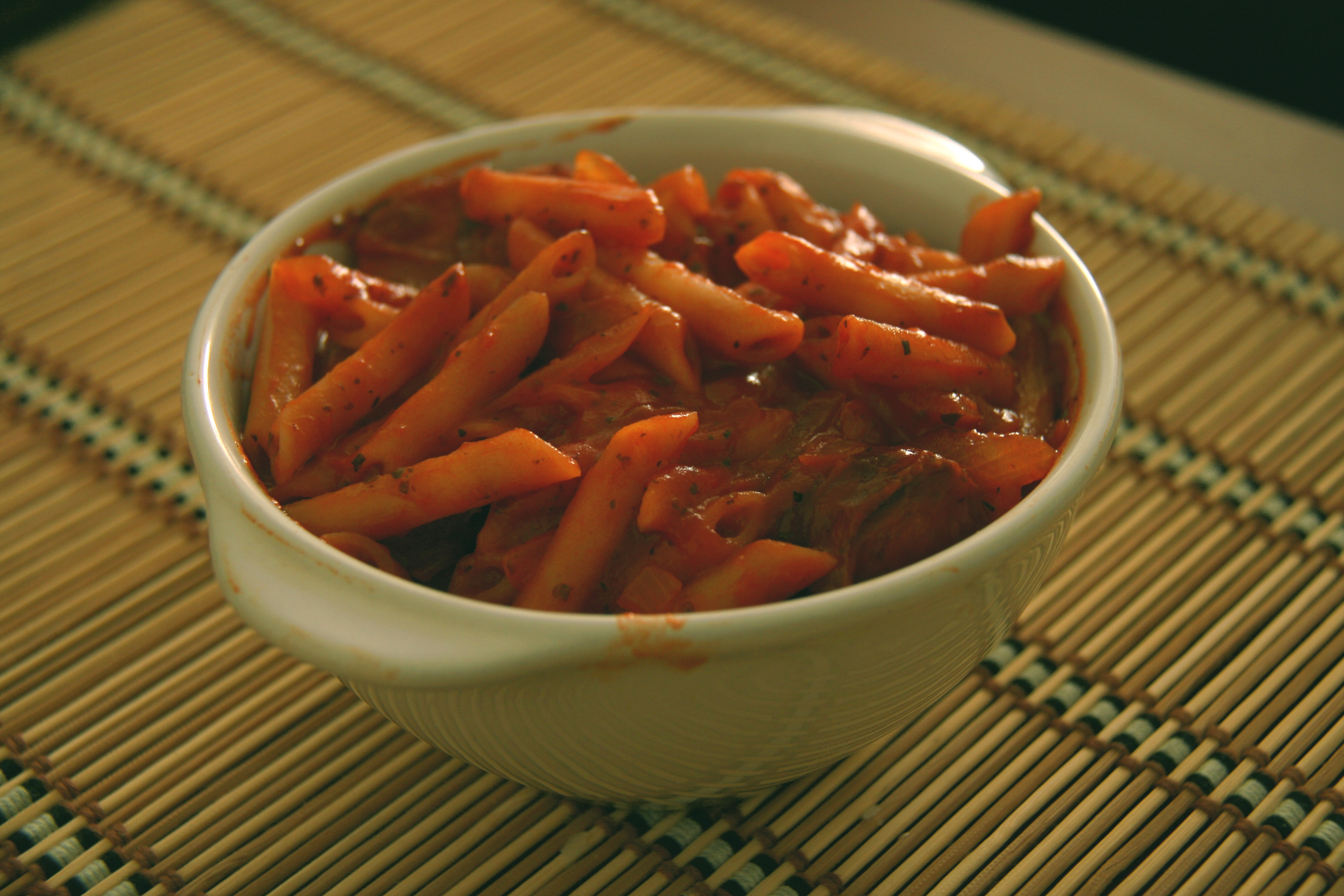
Un ejemplo de plato nuevo surgido en la cocina española: macarrones con chorizo.

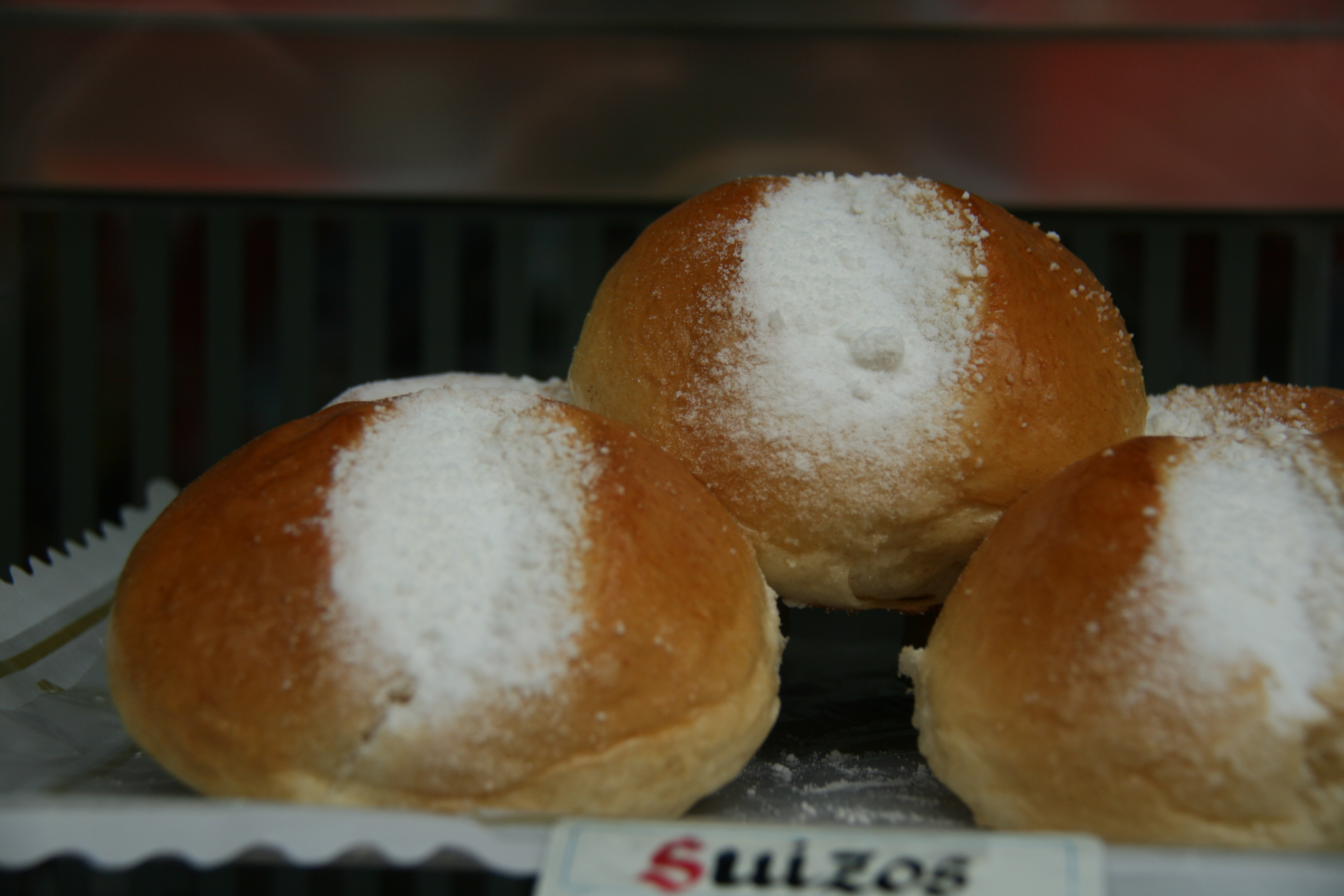
La repostería española re-descubre el bollo suizo (brioché denominado así por ser inventado en el Café Suizo).

El comienzo de siglo XX empieza complicado para España, las consecuencias de la guerra hispano-estadounidense con la consiguiente pérdida de las colonias en el mundo, hace que existan tensiones económico-políticas. La situación se ve perjudicada con una crisis agraria prolongada. La situación fue peor tras el desastre de Annual durante la guerra del Rif en el norte de África. Esta situación afectó al abastecimiento y a la economía española. Los periodistas Mariano Pardo de Figueroa (y su relación epistolar con José Castro y Serrano), el prolífico Dionisio Pérez Gutiérrez (autor de "Guía del buen comer español"), todos ellos comienzan una labor de investigación y de divulgación de la cocina española sin precedentes. Su labor va más allá de la mera recopilación de recetas, indagan en la historia y en los conceptos culinarios como nunca se había hecho antes. El abogado, alcalde de La Coruña y gastrónomo Manuel María Puga y Parga (alias picadillo) publica en el año 1915 «La Cocina Práctica». Pronto otros escritores culinarios se añadirían a la aventura de publicar libros de cocina recopilando recetas españolas. José Sarrau (director de la Escuela Gastronomía de Madrid) publica en 1935 su «Nuestra Cocina» en el que llama la atención la profusión de recetas españolas.
Este grupo de nuevos escritores se ha denominado como la generación gastronómica del 27. Los cocineros españoles de comienzos de siglo XX siguen las recetas descritas en «El Practicón» de Ángel Muro cuando tratan de la cocina española, esta obra fue popular y llegó a tener cerca de 34 ediciones en el período que va de 1894 a 1928. En los años 30 cayó finalmente en desuso. Emilia Pardo Bazán en 1914 resulta ser la primera mujer que escribe un recetario de cocina española titulado: «La cocina española antigua», con prólogo del doctor Gregorio Marañón, en este libro aparece por primera vez la receta de la fabada asturiana. Seguida en 1933 de la publicación de recetarios por la Marquesa de Parabere e incluso una de las primeras historias de la gastronomía. Otros cocineros y divulgadores inspirados en los escritores culinarios de finales del siglo XIX destacan con nuevos temas y estudios, como fueron Teodoro Bardají Mas (autor de "La cocina de ellas" e "Índice culinario") e Ignacio Doménech que dan lugar a estudios detallados, y recetarios completos que tratan la cocina española en todas sus regiones. Todos ellos defienden el uso de denominaciones españolas en los procesos culinarios, intentando revisar el vocabulario y los galicismos culinarios, tan de moda. Su labor fue pedagógica y divulgaron sus ideas mediante la publicación de numerosos artículos, libros y conferencias sobre el "tema culinario español". Empiezan a aparecer cocineros famosos como Antonio Feito jefe de cocina del restaurante Lhardy, su fama hizo que anunciara aceites de oliva en la prensa de la época. Aparece en algunas partes de España las primeras ollas express, siendo en Aragón una de las primeras patentes mundiales la olla a presión, a dicha olla se la denominó: Olla de Bellvis.
Aparecen en el año 1928 los Paradores Nacionales de Turismo como un conjunto de hoteles de alta categoría situados en España y operados por Paradores de Turismo de España, S.A., una empresa estatal que surgió en 1928 bajo el patrocinio del rey Alfonso XIII. El Parador de Gredos, en la provincia de Ávila fue el primer parador de la red. Los siguientes en abrir sus puertas fueron los de Oropesa (Toledo) y Úbeda (Jaén) en 1930, Ciudad Rodrigo (Salamanca) en 1931 y Mérida en 1933. A mediados del siglo XX ya constituyen una red de Hoteles ubicados la mayor de las veces en lugares históricos.
Todos estos autores mencionados revelan que en el período que va desde la última década del siglo XIX hasta comienzos de los años treinta el interés nacido por una cocina que comienza a verse como parte integrante de la cultura española. La publicación de recetarios de cocina de diferentes autores tiene un auge evidente, la aparición de revistas culinarias de publicación periódica como son: «El Gorro Blanco» (publicación en: 1906-1921 y 1921-1945) y «La Cocina Elegante» (1904-1905), Unión del Arte Culinario. De la misma forma que esta labor divulgadora se ve incrementada, se hace patente que los platos locales de las diferentes regiones españolas puedan hacerse ya en cualquier lugar de la geografía. A ello cabe añadir que los productos locales, gracias a la mejora del transporte y de los medios de conservación de alimentos (aparición de la refrigeración), son posibles de adquirir a un precio razonable fuera de su origen. La migración interior de españoles buscando trabajo e iniciando el éxodo rural contribuyen a la expansión interior de la cocina española y de sus recetas.
La guerra mundial de comienzos del siglo XX acaecida en gran parte de Europa marca un nuevo ritmo culinario, los descubrimientos en la conservación de alimentos y la necesidad de abastecer a grandes cantidades de población mediante estudios innovadores acerca de la logística, hace que se replanteen nuevos retos culinarios. Se mejoran los alimentos en conserva y nacen platos como las sopas de guisantes enlatadas. Este periodo que va desde la Primera Guerra Mundial hasta la guerra civil española no se producen avances culinarios relevantes. La culinaria europea de comienzos del siglo XX, sobrevive entre guerras. A pesar de todos estos avances en las aldeas, en las áreas rurales, lejos de los núcleos urbanos, la cocina española no sufre cambios apreciables y se continúa aplicando las mismas artes culinarias que en el siglo XIX. En las grandes urbes se cocina a la francesa y se observa una mayor influencia anglosajona, proliferan los salones elegantes el "five o'clock tea" substituye al tradicional chocolate con soconusco y picatostes. En 1936 en el bando nacional, se impuso el "día del plato único" (o el "día sin postre") que consistía en que los días uno y 15 de cada mes, en los hoteles y restaurantes españoles sólo se servía un plato, lo que se ahorraba se entregaba a beneficencia. Surge, por demanda creciente de la sociedad de comienzos de siglo XX, el consumo de cerveza. Se empieza a elaborar esta bebida y poco a poco va desplazando a las habituales bebidas, como el vino. La mejora de los sistemas de refrigeración cambia los gustos de la población española, debido en parte a una nueva oferta de bebidas refrigeradas.

### La postguerra y el turismo

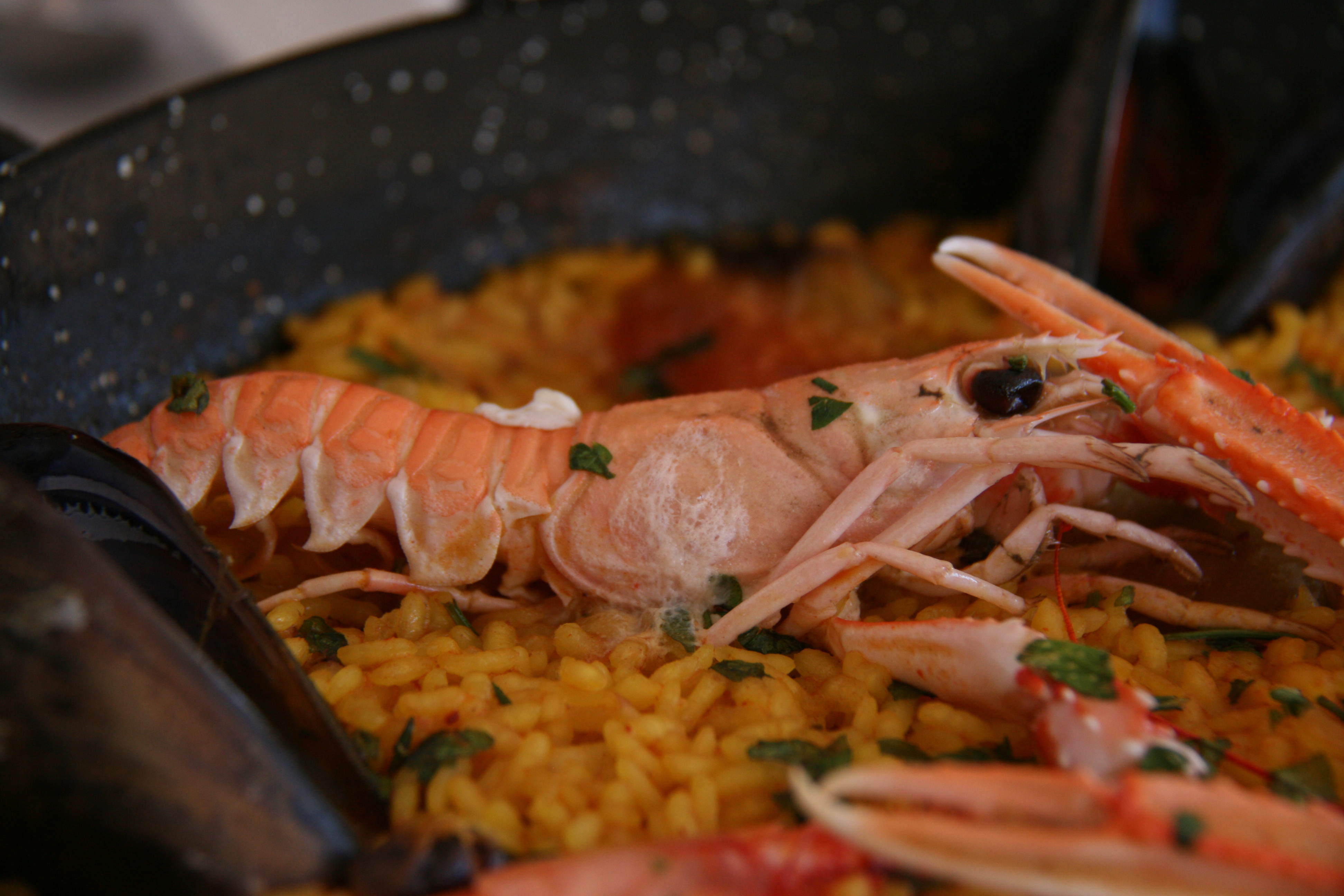
La paella mixta es un ejemplo de plato español que resurge de una necesidad artificial de satisfacer una demanda turística, dando lugar a numerosas variantes.

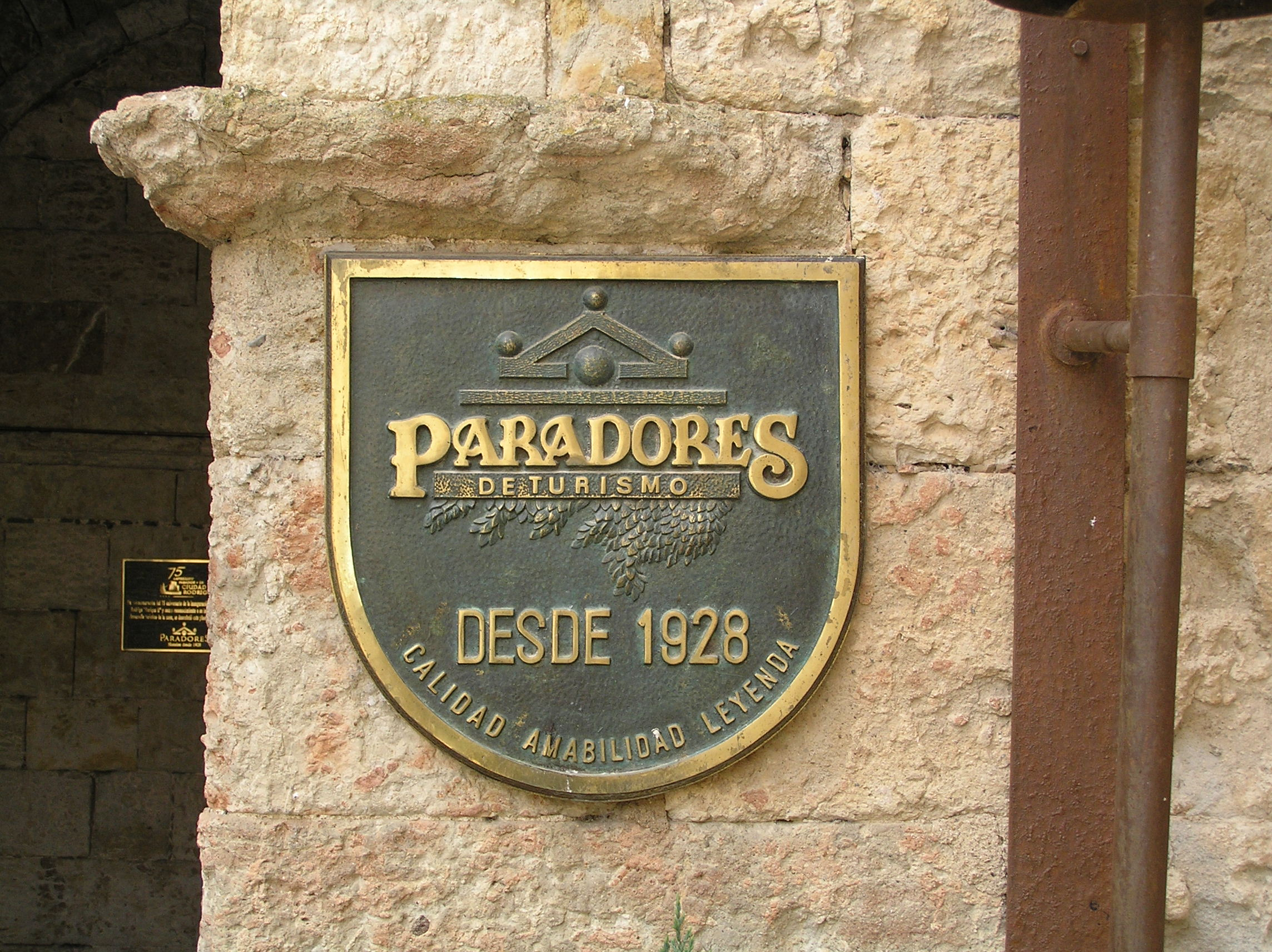
Los Paradores de Turismo son una imagen clásica del turismo de interior.

Ya en la primera mitad del siglo XX, España sufre una Guerra Civil (en el año 1936), contienda que tras su final provoca que muchos españoles migren a otros países con la consiguiente diáspora de la cocina española. El desabastecimiento y la lenta reconstrucción del país en plena Segunda Guerra Mundial hizo que hubiera mucha carestía, las cartillas de recionamiento no desaparecieron hasta 1952. Algunas preparaciones se hicieron populares debido a la escasez de alimentos; en algunas zonas rurales eran típicas una gachas elaboradas con la harina que se obtiene de la almortas. El exclusivo consumo de harinas de almorta hizo que entre 1940 y 1943 se produjera una intoxicación generalizada a lo largo del territorio debida al latirismo, intoxicación que afectó a más de un millar de individuos hasta que el doctor Jiménez Díaz diera con la causa. Tras la Guerra Civil surge un fenómeno nuevo en las ciudades: las cafeterías. Recintos donde se toman los cafés y los aperitivos con mayor celeridad que en los antiguos cafés donde era posible estar una hora con un café y una jarra de agua. La primera cafetería en Madrid fue "California" (situada en la Calle de la Salud).
A medida que la economía se recupera del periodo bélico, los hábitos alimentarios se restablecen poco a poco a medida que entran de nuevo los alimentos básicos. Existen campañas publicitarias por parte del estado para la introducción, o revalorización, de ciertos ingredientes en las cocinas españolas. Se revigoriza la comunicación de la cocina española a través de Sección Femenina de Movimiento Nacional en lo que se denomina Cátedras Ambulantes, acción que permite la publicación de algunos tratados culinarios. Para el franquismo la cocina española fue un signo de identidad nacional, y por esta razón la propaganda se centraba en la divulgación de ciertos platos españoles como "glorias nacionales". Algunas costumbres católicas culinarias se ensalzan y los ayunos se preconizan, los viernes se insta a comer pescado, la vigilancia del ayuno y abstinencia en los días de Cuaresma. Aparecen en las cocinas populares las ollas a presión, los frigoríficos y con ello una nueva costumbre de cocinar. El abaratamiento de la carne de pollo hizo que pasara de un lujo a un alimento habitual.
El régimen ya en los años sesenta haciendo una campaña institucional nacional pone en la televisión una campaña a favor del consumo de la patata (con el eslogan televisivo «yo sí como patata») y de la pasta, campañas debidas a cosechas excepcionales y la falta de exportación de la producción nacional. Otros alimentos introducidos son los langostinos que en 1969 las mejoras de la congelación lo introducen en la cocina española de interior como un alimento típico de celebración, siendo popular desde entonces su preparación a la plancha o cocidos. Lo mismo ocurre con la merluza y posteriormente con el salmón. Algunos platos importados son adoptados en la culinaria española como propios, casos ejemplo es el melón con jamón procedente de la cocina italiana.
En estos años empiezan a emitirse en televisión los primeros programas dedicados a la cocina. El primero "Vamos a la mesa" es presentado por Maruja Callaved en el año 1967, una década después del primer espacio A mesa y mantel, que TVE emitió en 1958 presentado por Domingo Almendros con recetas de cocina dentro de un bloque cultural de mediodía en el que se incluían clases de idiomas y crítica cinematográfica. Posteriormente vendrían otros programas como "Con las manos en la masa" (1984-1991), presentado por Elena Santonja. La popularidad de la cocina española y la posibilidad de publicar recetarios tuvo su esplendor con la divulgadora Simone Ortega una de sus obras más vendidas «1080 recetas de cocina» ha ilustrado a cocineros domésticos de finales del siglo XX. La cocina española por esta época era completamente desconocida fuera de sus fronteras y lo poco que se mencionaba de ella era la abundancia de ajo, la profusión en el uso del, por entonces denostado, aceite de oliva, la tosquedad y descuido en las presentaciones, etc. En muchos casos ilustrados desde el desconocimiento y fundamentados en la sospecha, más que en los actos. Surgen los primeros historiadores culinarios españoles, Manuel Martínez Llopis escribe un libro sobre la «historia de la gastronomía española», escritores populares como Manuel Vázquez Montalbán hacen novelas de gran tirada con personajes de marcado gusto por lo gastronómico. 
La cocina española tradicional en los años 60 tuvo una gran demanda interior debido al denominado "boom turístico". En algunos casos los platos típicos de regiones costeras, al igual que aquellas regiones que son de alto interés turístico, sufrieron una fuerte demanda de preparaciones culinarias típicas. A menudo platos tradicionales españoles sufren modificaciones para ser mostrados agradablemente a los gustos de turistas extranjeros. Este nuevo fenómeno hizo que se asociara la cocina española a ciertos platos que alcanzaron fama internacional. Aparecen los menús turísticos en las zonas costeras. Esta situación hizo que pueblos humildes, se convirtieran en un periodo corto de tiempo en urbes masificadas. En muchos de estos casos la calidad no primaba, en otros se ofrecían variantes adaptadas a los gustos de los modernos consumidores. Los autores culinarios empiezan a esbozar por primera vez pequeños estudios acerca de la historia de la cocina española, de esta forma se tienen autores como Néstor Luján y Joan Perucho. Manuel Martínez Llopis escribe en los años ochenta una de las primeras historias de la gastronomía española.

### La cocina española moderna

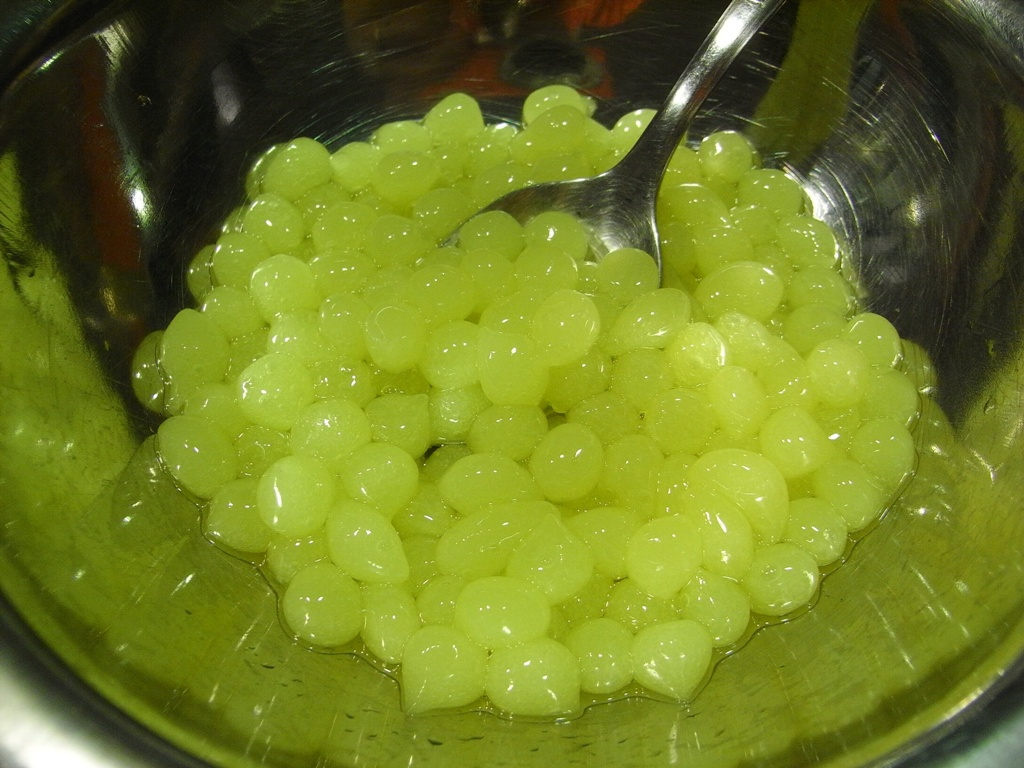
Esferificación de zumo de manzana una técnica de la «nueva cocina española».

A finales del siglo XX el resurgimiento de actividades hosteleras y de restaurantes de cocina "de autor" hace que empiecen a nombrarse ciertos cocineros. En muchos casos las recetas clásicas se "interpretaban" fuera de los cánones culinarios establecidos, buscando una modernidad o una combinación de sabores nueva a partir de la cocina española clásica. De esta forma aparecen cocineros como Juan María Arzak, Santi Santamaria, Karlos Arguiñano. La influencia de la televisión hace que algunos de ellos divulguen platos y recetas entre la población española, que muestra elevadas audiencias. Algunos de ellos no siguen las recetas clásicas del recetario español e intentan innovar: Arzak y Subijana. Otros cocineros emigran al extranjero, y desde allí "divulgan" estilos culinarios de la cocina española abriendo restaurantes de estilo español, tal es el caso de José Andrés en EE. UU. Nacen nuevos conceptos en torno a costumbres españolas sobre el comer, de esta forma en el norte surge la idea de la cocina en miniatura fundamentada en llevar los tradicionales pintxos a la alta cocina. En la misma línea a comienzos del siglo XXI se intenta llevar a cabo el concepto de gastrobar en el que se mezcla la cocina novedosa en raciones económicas al alcance de la mayoría. El intento de adaptar la cocina clásica española a una visión personal de cada cocinero hace que surja una cocina de autor en diferentes localidades españolas. Se crea la Real Academia Española de Gastronomía que fue fundada como una asociación cultural sin ánimo de lucro en 1980 y se adaptó posteriormente a la Ley Orgánica de 22 de marzo de 2002.
Algunos de ellos empiezan a ser reconocidos internacionalmente a comienzos del siglo XXI, abriendo escuela con el nuevo concepto de la cocina denominado: nueva cocina, tal es Ferran Adrià (trabajando en El Bulli). La elaboración de platos con nuevos conceptos culinarios (aires, humos, espumas, esferificaciones, etc), ingredientes, y estilos hace que aparezca entre los cocineros el "efecto Adriá". Surgen conceptos en la nueva cocina como el deconstructivismo. Aparecen, al mismo tiempo, también críticos de las nuevas corrientes culinarias, y éstas se centran en gastrónomo y cocinero Santi Santamaria.
En el año 2008 el Gobierno de España declara la cocina y la gastronomía de "las nacionalidades y regiones" de España un parte fundamental del patrimonio cultural del país, según la proposición no de ley aprobada por unanimidad de la Comisión de Cultura del Congreso. El objetivo es el de "preservar, actualizar y desarrollar" el patrimonio gastronómico-cultural y que difunda los aspectos más positivos de la alimentación, la cocina y la gastronomía españolas en el mundo. Haciendo posible que se presente la candidatura a Patrimonio Cultural Inmaterial (PCI) al igual que lo hicieron otras gastronomías europeas con anterioridad. Cabe decir que en la actualidad las costumbres culinarias de los españoles ha cambiado, de tal forma que según las encuestas realizadas por el Ministerio de Agricultura, Pesca y Alimentación los españoles realizan la mayor parte de las comidas fuera de casa, es decir que consume alimentos bien sea en bares, restaurantes o cadenas de comida rápida.

## La cocina actual
En el año 2009 la cadena estadounidense Public Broadcasting Service emite una serie de trece capítulos titulada: Spain... on the road Again, esta emisión muestra al público estadounidense la cocina tradicional española.

### La nueva cocina española y sus influencias
La nueva cocina española es un estilo que surge a finales de los años ochenta a resultas de re-interpretar la cocina española de estilo clásico y tradicional. Se comienza a pensar en la esencia de los productos locales: Lo autóctono español como estilo, pero con otro concepto. Se comienza a incorporar moluscos españoles típicos en la alta cocina. Se comienza a encontrar nuevas estructuras en los platos. Guarniciones integradas en los propios platos, las sopas emplatadas en las que se emplean sopas frías tan españolas como el gazpacho. Las salsas clásicas de la alta cocina se adaptan a la cocina española, se emplea el aceite de oliva en lugar de las mantequillas, las vinagretas se interpretan de nuevo, las salsas emulsionadas se recomponen. Los fondos con nuevas texturas, las sopa-salsa (concepto de Ferrán Adriá en el bulli), la nueva cocina española que rompe la estructura clásica de los menús y sirve los clásicos platos española. Surgen las enseñanzas y corrientes de la nueva gastronomía molecular. El ejemplo de Ferrán en el Bulli crea escuela, a pesar de su éxito en 2010 anuncia su cierre en los próximos años.
Algunas de las preparaciones clásicas pasan al tratamiento de la alta cocina, de esta forma se habla del Se emplean las tapa, clásicas de la forma de comer de los españoles, como ejecución gastronómica que pretende ser arte: micrococina (microcreaciones de uno o dos bocados). Son frecuentes y populares a lo largo de la geografía Ferias de Tapas. En esta investigación culinaria se empiezan a buscar combinaciones transgresoras. Se evoluciona a los menús degustación y a la cocina de autor.

### Fusión con otras culturas
En la actualidad la creciente inmigración hace resurgir la posibilidad de que exista en un futuro una cocina fusión de diversos países con la cocina española, tal y como ha ocurrido en otros países europeos. La aparición de nuevos productos culinarios en los mercados, así como de tiendas que ofrecen productos étnicos, hace que exista un intercambio de experiencias culinarias. Desde finales del siglo XX aparecieron locales en las poblaciones españolas donde se ofrece Döner kebap, y comida de origen turca que se ha hecho muy popular. La cocina china se va imponiendo en la cultura española debido a los precios competitivos desde finales del siglo XX, uno de los primeros restaurantes chinos en Madrid fue "House of Ming" que durante la década de los sesenta abrió sus puertas en la Castellana.